# Letonia
Letonia (în letonă Latvija, ), oficial Republica Letonia (în letonă Latvijas Republika), este o țară în regiunea Baltică a Europei de Nord, una dintre cele trei Țări Baltice. Se învecinează cu Estonia la nord, Lituania la sud, Rusia la est, și Belarus la sud-est, având și frontieră maritimă cu Suedia la vest. Letonia are 1.871.882 de locuitori și un teritoriu de 64.589 km2. Țara are o climă temperată sezonieră.
Letonia este o republică parlamentară democratică, existentă din 1918. Capitala este orașul Riga, care a fost Capitală Culturală Europeană în 2014. Limba oficială este letona. Letonia este stat unitar, împărțit în 118 unități administrative, dintre care 109 sunt comune și 9 orașe.
Letonii și livii sunt popoarele indigene ale Letoniei. Letona este o limbă indo-europeană; ea și lituaniana sunt singurele două limbi baltice care se mai vorbesc. În ciuda dominației străine dintre secolele al XIII-lea și al XX-lea, poporul leton și-a păstrat identitatea între generații prin limba vorbită și prin tradițiile muzicale. Letonia și Estonia au o lungă istorie comună. Ca urmare a ocupației sovietice, ambele țări au un număr mare de etnici ruși între locuitori (26,9% în Letonia și 25,5% în Estonia), dintre care unii nu au cetățenie. Letonia a fost în istorie predominant țară protestantă luterană, cu excepția regiunii Latgalia din sud-est, tradițional predominant romano-catolică.
Republica Letonia a fost proclamată la 18 noiembrie 1918. Independența sa de facto a fost întreruptă însă la izbucnirea celui de al Doilea Război Mondial. În 1940, țara a fost forțat încorporată în Uniunea Sovietică, invadată și ocupată de Germania Nazistă în 1941, și apoi reocupată de sovietici în 1944 pentru a forma RSS Letonă pentru următorii cincizeci de ani. Revoluția Cântată, proces pașnic început în 1987, a cerut eliberarea popoarelor baltice de sub dominație sovietică. Ea s-a terminat prin Declarația de Restaurare a Independenței Republicii Letonia la 4 mai 1990, restaurând independența de facto la 21 august 1991.
Letonia este stat membru al NATO, al Uniunii Europene, al ONU, al Consiliului Europei, CBSS, FMI, NB8, NIB, OSCE, OMC și OCDE. Pentru 2013, Letonia a fost clasată pe locul 48 după Indicele Dezvoltării Umane și ca țară cu venit mare la 1 iulie 2014. Ea a utilizat latul leton ca monedă națională până la aderarea la euro la 1 ianuarie 2014.

## Etimologie
Numele de Latvija provine de la numele latgalilor antici, unul dintre cele patru triburi baltice indo-europene (alături de curoni, seloni și semigali), care au format nucleul etnic al letonilor moderni împreună cu livonii finici. Henric din Letonia a fixat latinizările numelui țării, „Lettigallia” și „Lethia”, ambele provenind de la denumirea de „latgali”. Termenii au inspirat felul în care este denumită țara în limbile romanice - „Letonia” - și germanice - „Lettland”.

## Istorie
Pe la anul 3000 î.e.n., strămoșii protobaltici ai poporului leton s-au stabilit pe coastele estice ale Mării Baltice. Balții au stabilit rute către Roma și Byzantium, vânzând chihlimbar local în schimbul metalelor prețioase. Până la anul 900 e.n., Letonia era locuită de patru triburi baltice distincte: curonii, latgalii, selonii, semigalii (în letonă: kurši, latgaļi, sēļi și zemgaļi), precum și de livonii (lībieši) care vorbeau o limbă finică.
În secolul al XII-lea, pe teritoriul Letoniei, existau 14 formațiuni statale cu conducătorii lor: Vanema, Ventava, Bandava, Piemare, Duvzare, Ceklis, Megava, Pilsāts, Upmale, Sēlija, Koknese, Jersika, Tālava și Adzele.

### Perioada medievală

Terra Mariana, Livonia medievală.

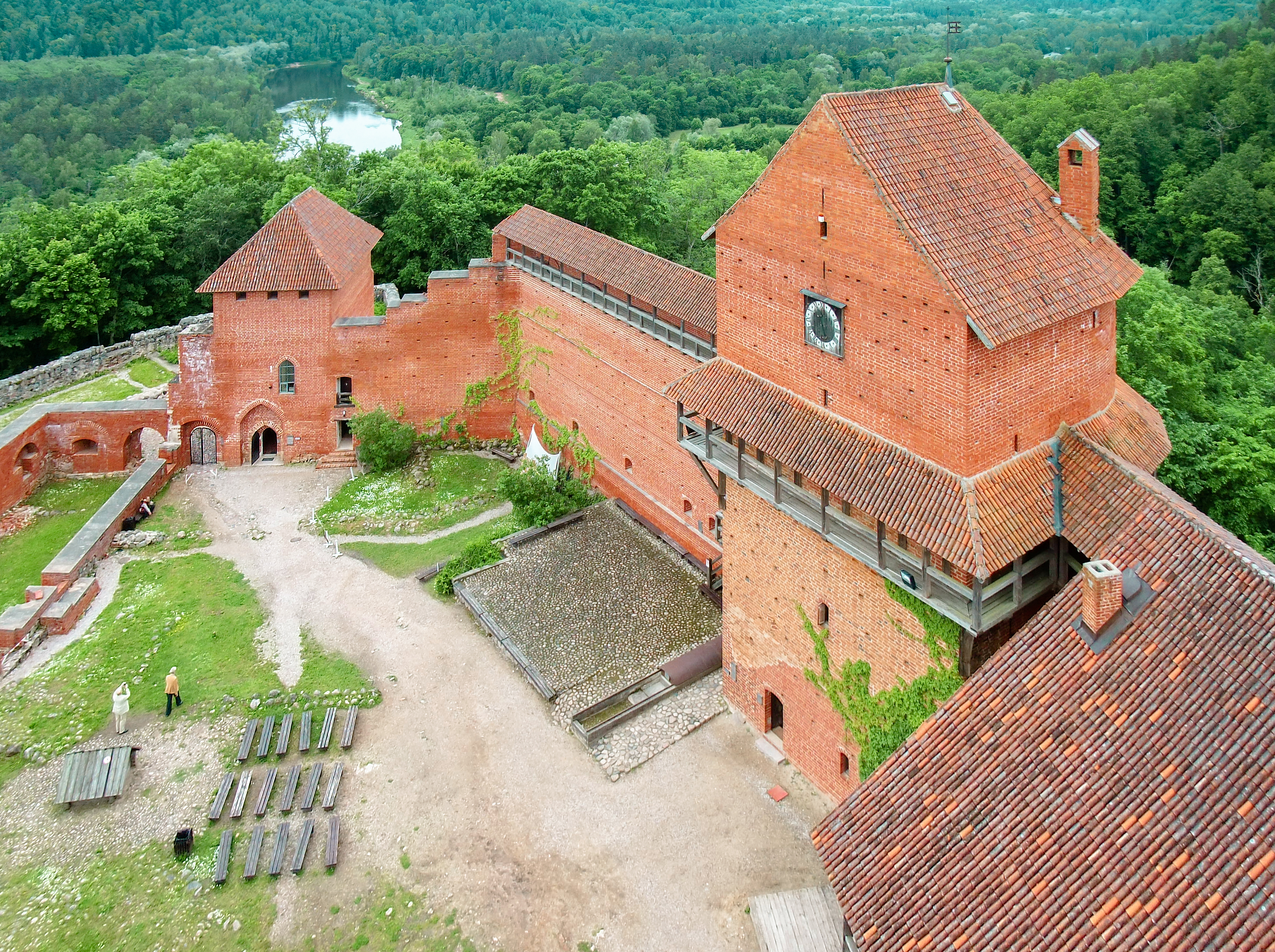
Castelul Turaida de lângă Sigulda, construit în 1214 sub conducerea lui Albert din Riga.

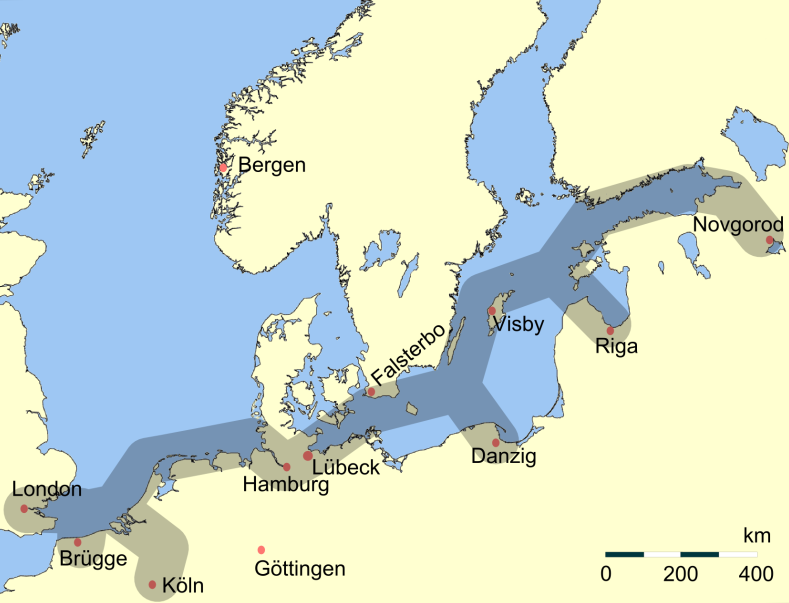
În 1282, Riga a devenit membră a Ligii Hanseatice.

Deși popoarele locale avuseseră de secole contact cu lumea exterioară, ele s-au integrat mai deplin în societatea europeană în secolul al XII-lea. Primii misionari, trimiși de Papă, au urcat pe râul Daugava la sfârșitul secolului al XII-lea în scopul conversiilor religioase ale localnicilor. Aceștia nu s-au creștinat însă atât de repede cât se spera. Cruciații germani au fost trimiși în Letonia să convertească forțat populația de la vechile sale credințe păgâne.
La începutul secolului al XIII-lea, mari părți din Letonia de astăzi erau dominate de germani. Împreună cu Estonia de Sud, aceste zone cucerite au format statul cruciat ce avea să fie denumit apoi Terra Mariana sau Livonia. În 1282, Riga, și apoi și orașele Cēsis, Limbaži, Koknese și Valmiera, au fost incluse în Liga Hanseatică. Riga a devenit un important nod al comerțului est-vest și a format legături culturale strânse cu Europa Occidentală.

### Perioada Reformei și epoca modernă

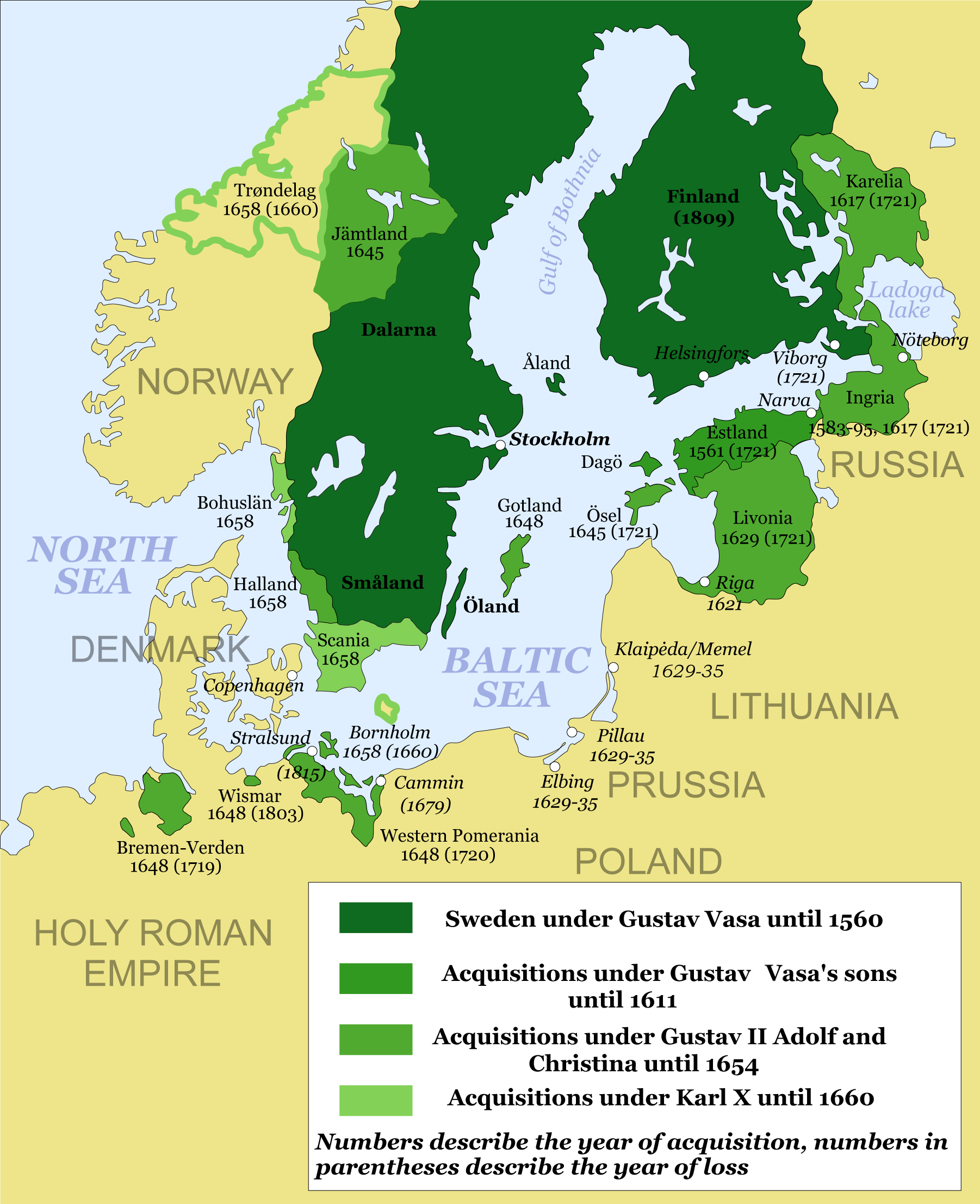
Imperiul Suedez (1560–1815).
Riga a devenit capitala Livoniei Suedeze și cel mai mare oraș al Imperiului Suedez.

Secolele al XVI-lea-al XVIII-lea au fost o perioadă de mari schimbări pentru locuitorii Letoniei, aducând Reforma, prăbușirea statului livonian, și perioada când teritoriul leton a fost divizat între puterile străine.
După Războiul Livonian (1558–1583), Livonia (Letonia) a căzut sub dominație polono-lituaniană. Partea sudică a Estoniei și cea nordică a Letoniei au fost cedate Marelui Ducat al Lituaniei și au alcătuit Ducatus Ultradunensis (Pārdaugavas hercogiste). Gotthard Kettler (1517 - 1587), ultimul maestru al Ordinului Livonian, a format Ducatul Curlandei și Semigaliei. Deși acesta era la acea vreme stat vasal Poloniei, ducatul a păstrat un grad considerabil de autonomie și a trecut printr-o epocă de înflorire în secolul al XVII-lea. Latgalia, cea mai estică regiune a Letoniei, a devenit parte a voievodatului polon Inflanty.
În secolul al XVII-lea și la începutul secolului al XVIII-lea, Uniunea Polono-Lituaniană, Suedia și Rusia au luptat pentru hegemonie pe țărmul estic al Mării Baltice. După Războiul Polono-Suedez, Livonia de nord (inclusiv Vidzeme) au intrat sub dominație suedeză. Riga a devenit capitala Livoniei Suedeze și cel mai mare oraș din întreg Imperiul Suedez. Luptele între Suedia și Polonia au continuat sporadic până la Armistițiul din Altmark de la 1629. În Letonia, perioada suedeză este considerată a fi fost una pozitivă; regimul iobăgiei a fost ușurat, s-a înființat o rețea de școli pentru țărani, și puterea baronilor regionali a fost redusă.
În această vreme au avut loc și unele importante modificări culturale. Sub dominație suedeză și germană, Letonia vestică a adoptat luteranismul ca religie principală. Vechile triburi ale curonilor, semigalilor, livilor, selonilor și latgalilor nordici s-au contopit formând poporul leton, vorbitor al unei unice limbi letone. De-a lungul secolelor, nu s-a înființat însă niciodată un stat leton, astfel că limitele și definiția apartenenței la spațiul leton sunt în mare parte subiective. Între timp, izolați de restul Letoniei, latgalii sudici au adoptat catolicismul sub influență polonă/iezuită. Dialectul autohton a rămas distinct, deși a împrumutat multe cuvinte poloneze și rusești.

### Letonia în Imperiul Rus (1710–1917)
Capitularea Estoniei și Livoniei în 1710 și Tratatul de la Nystad, care a pus capăt Marelui Război al Nordului în 1721, au dat Vidzeme Rusiei (inclusă în gubernia Riga). Latgalia a rămas parte a Uniunii Polono-Lituaniene sub forma voievodatului Inflanty până la 1772, când a fost și ea anexată de Rusia. Ducatul Curlandei și Semigaliei a devenit provincie rusă autonomă (gubernia Curlanda) în 1795, ceea ce a adus toată Letonia de astăzi sub guvernarea Imperiului Rus. Toate cele trei provincii baltice și-au păstrat legile locale, germana ca limbă oficială locală și propriul parlament, Landtagul.
În timpul Marelui Război al Nordului (1700–1721), până la 40% din letoni au murit de foame și de boli. Jumătate din locuitorii Rigăi au fost uciși de ciuma din 1710–1711.
În secolul al XIX-lea, structura socială s-a schimbat dramatic. A apărut o clasă de fermieri liberi după ce reformele au permis țăranilor să-și cumpere pământul pe care-l lucrau, dar au rămas totuși mulți țărani fără pământ. S-a dezvoltat și un proletariat urban și o bughezie letonă din ce în ce mai influentă. Mișcarea Tinerilor Letoni (în letonă, Jaunlatvieši) a pus bazele naționalismului de la jumătatea secolului, mulți dintre lideri căutând susținerea slavofililor împotriva ordinii sociale dominate de germani. Creșterea utilizării limbii letone în literatură și în societate a fost considerată a fi Prima Deșteptare Națională. Rusificarea a început în Latgalia după Revolta poloneză din Ianuarie din 1863: ea s-a împărțit în restul Letoniei de astăzi în anii 1880. Tinerii letoni au fost eclipsați de un Nou Curent, o mișcare socială și politică largă de orientare stângistă, în anii 1890. Nemulțumirea populară a explodat în Revoluția Rusă din 1905, care în provinciile baltice a luat un caracter naționalist.
În aceste două secole, Letonia a trecut printr-o explozie economică și a construcțiilor – s-au extins porturi (Riga a deventi cel mai mare port din Imperiul Rus), s-au construit căi ferate; s-au deschis noi fabrici, bănci și o universitate; s-au ridicat multe clădiri rezidențiale, publice (teatre și muzee), și școli; s-au amenajat parcuri. Bulevardele Rigăi și unele străzi din afara centrului vechi al orașului datează din această perioadă.

### Declarația de Independență

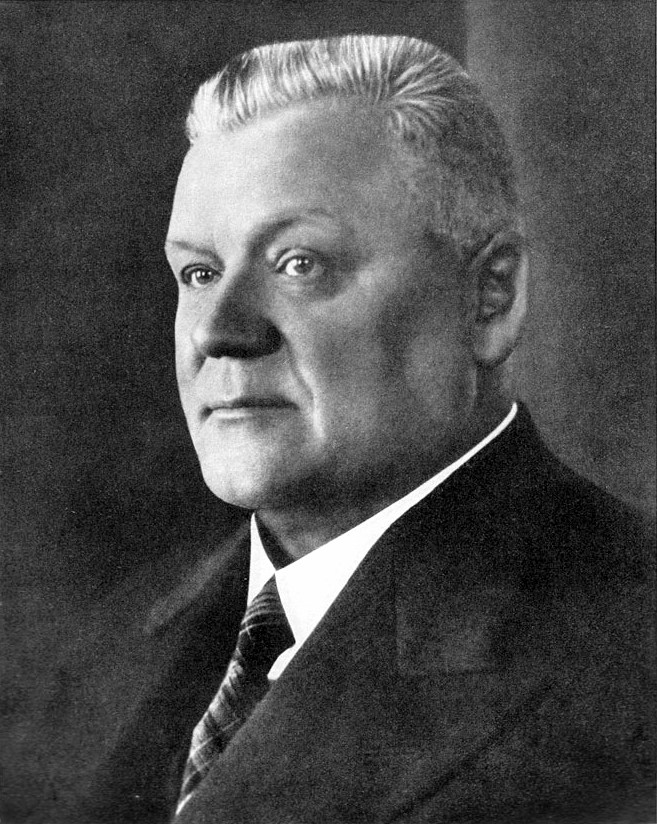
Kārlis Ulmanis

Primul Război Mondial a devastat teritoriul a ceea ce avea să devină statul Letonia, și alte părți vestice ale Imperiului Rus. Revendicările de autodeterminare s-au limitat la început la autonomie, până la vidul de putere creat de Revoluția Rusă din 1917, urmat de Tratatul de la Brest-Litovsk între Rusia Sovietică și Germania din martie 1918, și apoi de armistițiul Aliat cu Germania de la 11 noiembrie 1918. La 18 noiembrie 1918, la Riga, Sfatul Poporului din Letonia a proclamat independența noii țări, Kārlis Ulmanis devenind șeful guvernului provizoriu.
Războiul de Independență care a urmat a făcut parte dintr-o perioadă de haos generalizat cu numeroase războaie civile și de frontieră în Europa de Est și cea Centrală. Până în primăvara lui 1919, existau trei guverne—al lui Ulmanis; guvernul sovietic leton condus de Pēteris Stučka, ale cărui forțe, susținute de Armata Roșie, ocupaseră aproape toată țara; și guvernul german baltic al Ducatului Baltic Unit, condus de Andrievs Niedra și susținut de Baltische Landeswehr și de unitatea germană de Freikorps Divizia de Fier.
Forțele estone și letone i-au învins pe germani în bătălia de la Wenden în iunie 1919, și un atac masiv al unei forțe predominant germane— Armata de Voluntari a Rusiei de Vest—condusă de Pavel Bermondt-Avalov a fost respinsă în noiembrie. Letonia estică a fost curățată de forțele Armatei Roșii de către trupe letone și poloneze la începutul lui 1920 (din perspectivă polonă, bătălia de la Daugavpils făcea parte din Războiul Polono-Sovietic).
O adunare constituantă aleasă liber s-a întrunit la 1 mai 1920, și a adoptat o constituție liberală, Satversme, în februarie 1922. Constituția a fost suspendată parțial de Kārlis Ulmanis după lovitura de stat din 1934, dar a fost reinstituită în 1990. De atunci, ea a suferit modificări și încă este în vigoare. Cum mare parte din baza industrială a Letoniei fusese evacuată în 1915 în interiorul Rusiei, chestiunea politică centrală în tânărul stat era reforma agrară radicală. În 1897, 61,2% din populația rurală era fără pământ; până în 1936, acest procentaj a fost redus la 18%.
Până în 1923, suprafața cultivată depășise deja nivelul dinainte de război. Inovațiile și creșterea productivității au dus la o creștere rapidă a economiei, care însă avea să sufere de pe urma efectelor Marii Crize Economice. Letonia a dat apoi semne de revenire economică, și electoratul s-a orientat din ce în ce mai mult spre centru. La 15 mai 1934 însă, Ulmanis a pus la cale o lovitură de stat pașnică, transformând țara într-o dictatură naționalistă ce a durat până în 1940. După 1934, Ulmanis a înființat corporații guvernamentale care să cumpere firmele private în scopul „letonizării” economiei.

### Letonia în al Doilea Război Mondial

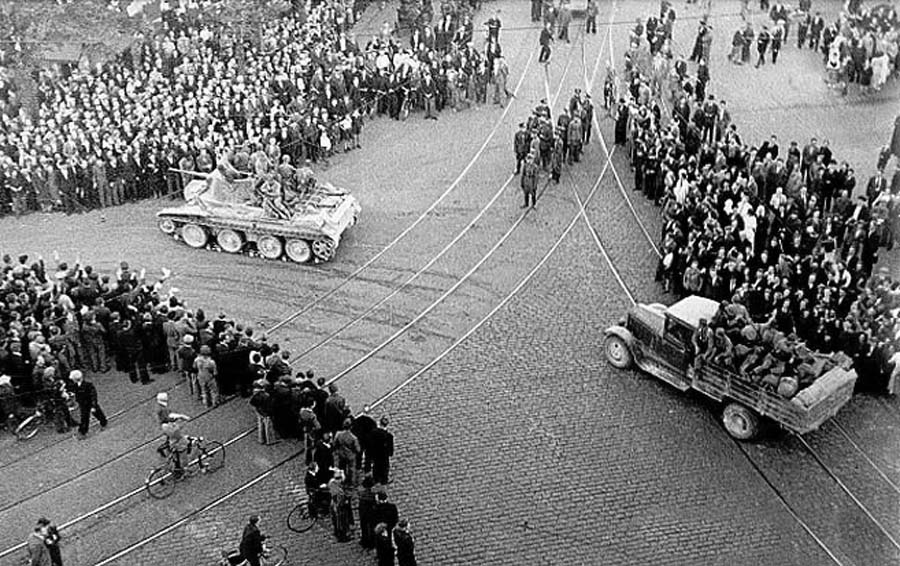
Trupele Armatei Roșii pătrunzând în Riga (1940).

În 23 august 1939, Uniunea Sovietică și Germania Nazistă au semnat un pact de neagresiune pe 10 ani, denumit pactul Ribbentrop–Molotov. Pactul conținea un protocol adițional secret, dezvăluit doar după înfrângerea Germaniei în 1945, conform căruia statele din Europa de Nord, de Est și Centrală urmau să fie împărțite în „sfere de influență” germană și sovietică. În Nord, Letonia, Finlanda și Estonia au intrat în sfera sovietică. După o săptămână, la 1 septembrie 1939, Germania și la 17 septembrie, Uniunea Sovietică au invadat Polonia.:32
După semnarea pactului, majoritatea germanilor baltici au părăsit Letonia în urma unui acord între guvernul lui Ulmanis și Germania Nazistă, în cadrul programului Heim ins Reich. În total, 50.000 de germani baltici au plecat înaintea termenului limită din decembrie 1939, 1600 rămânând temporar pentru a-și încheia afacerile și alți 13.000 alegând să rămână în Letonia. Majoritatea celor rămași atunci au plecat în Germania în vara lui 1940, când s-a convenit o nouă schemă de relocări. Cei care au fost aprobați la o verificare rasială au fost mutați în principal în Polonia, primind pământ și afaceri în schimbul banilor obținuți din vânzarea bunurilor anterioare.:46
La 5 octombrie 1939, Letonia a fost obligată să accepte un pact de „ajutor reciproc” cu Uniunea Sovietică, prin care sovieticii primeau dreptul de a staționa între 25.000 și 30.000 de militari pe teritoriul leton. Posturile funcționarilor statului au fost lichidate, ele fiind înlocuite cu cadre militare sovietice, 
S-au ținut alegeri în care pentru multe posturi au participat doar candidați prosovietici. Adunarea populară rezultată a cerut imediat aderarea la URSS, iar Uniunea Sovietică a „acceptat”. Guvernul-marionetă al Letoniei a fost condus de Augusts Kirhenšteins. URSS a încorporat Letonia la 5 august 1940, sub numele de Republica Sovietică Socialistă Letonă.

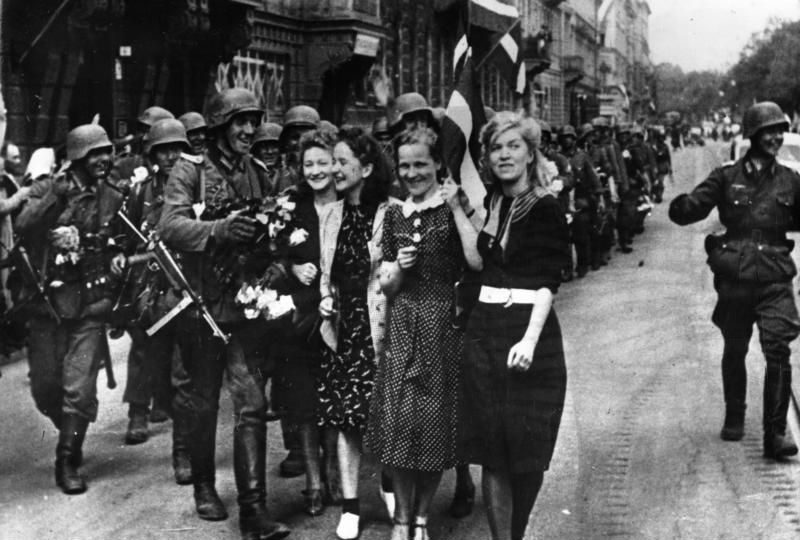
Soldați germani intrând în Riga, iulie 1941

Sovieticii au fost foarte aspri cu inamicii lor politici — înainte de Operațiunea Barbarossa, cel puțin 34.250 de letoni au fost deportați sau omorâți. Majoritatea au fost deportați în Siberia unde se estimează că 40% din ei au murit, ofițerii Armatei Letone fiind înpușcați pe loc.:48
La 21 iunie 1941, trupele germane au atacat Uniunea Sovietică în Operațiunea Barbarossa. Au existat unele revolte spontane ale letonilor împotriva Armatei Roșii, ceea ce i-a ajutat pe germani. Până la 29 iunie, aceștia din urmă au ajuns la Riga și, cum trupele sovietice erau ucise, prizoniere sau în retragere, Letonia rămăsese la începutul lui iulie sub controlul forțelor germane.:78–96 Ocupația militară a fost urmată imediat de trupele Einsatzgruppen SS care urmau să acționeze în conformitate cu Generalplan Ost al naziștilor, ceea ce impunea reducerea cu 50% a populației Letoniei.:64:56
Sub ocupație germană, Letonia a fost administrată ca parte din Reichskomisariatul Ostland. Trupe letone paramilitare și de poliție auxiliară înființate de autoritățile de ocupație au participat și ele la Holocaust.
Peste 200.000 de cetățeni letoni au murit în al Doilea Război Mondial, inclusiv circa 75.000 de evrei letoni uciși în timpul ocupației naziste. Soldați letoni au luptat de ambele părți în conflict, inclusiv 140.000 de oameni din Legiunea Letonă a Waffen-SS.
De cealaltă parte, Armata Roșie a format Divizia 308 Pușcași letonă⁠(d) în 1944. De câteva ori, mai ales în 1944, trupe letone din tabere opuse s-au înfruntat pe câmpul de luptă.:299

### Epoca sovietică (1940–1941, 1944–1991)

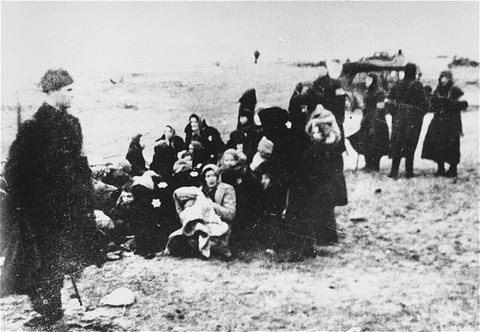
Femei și copii evrei din Letonia fotografiați înainte de a fi uciși la Liepaja în decembrie 1941.

În 1944, când armata sovietică a înaintat în regiune, au avut loc lupte grele în Letonia între trupele germane și cele sovietice, terminate cu înfrângerea Germaniei. În timpul războiului, ambii ocupanți au recrutat letoni în armatele lor, crescând astfel pierderile de resurse umane ale țării. În 1944, o parte a teritoriului leton a intrat din nou sub control sovietic. Sovieticii au început imediat să reinstaureze sistemul sovietic. După capitularea Germaniei, a devenit clar că forțele sovietice nu vor pleca, și partizanii naționali letoni, cărora li s-au alăturat în curând colaboratori germani, au început să lupte împotriva noului ocupant.
Între 120.000 și 300.000 de letoni s-au refugiat din calea armatei sovietice, fugind în Germania si în Suedia. Majoritatea surselor numără între 200.000 și 250.000 de refugiați plecați din Letonia, pate chiar 80.000 până la 100.000 dintre ei fiind recapturați de sovietici sau, în primele luni de după sfârșitul războiului, returnați de Occident. Sovieticii au reocupat țara în 1944–1945, și au urmat alte deportări în timp ce țara era colectivizată și sovietizată.
La 25 martie 1949, 43.000 de locuitori ai zonelor rurale („kulaci”) și patrioți letoni („naționaliști”) au fost deportați în Siberia în cadrul Operațiunii Priboi ce s-a desfășurat în toate cele trei țări baltice, atent planificată și aprobată la Moscova încă din 29 ianuarie 1949. Între 136.000 și 190.000 de letoni, în funcție de surse, au fost închiși, reprimați sau deportați în lagărele de concentrare sovietice (Gulag) în anii de după război, între 1945 și 1952. Unii au reușit să evite arestarea și s-au alăturat partizanilor.

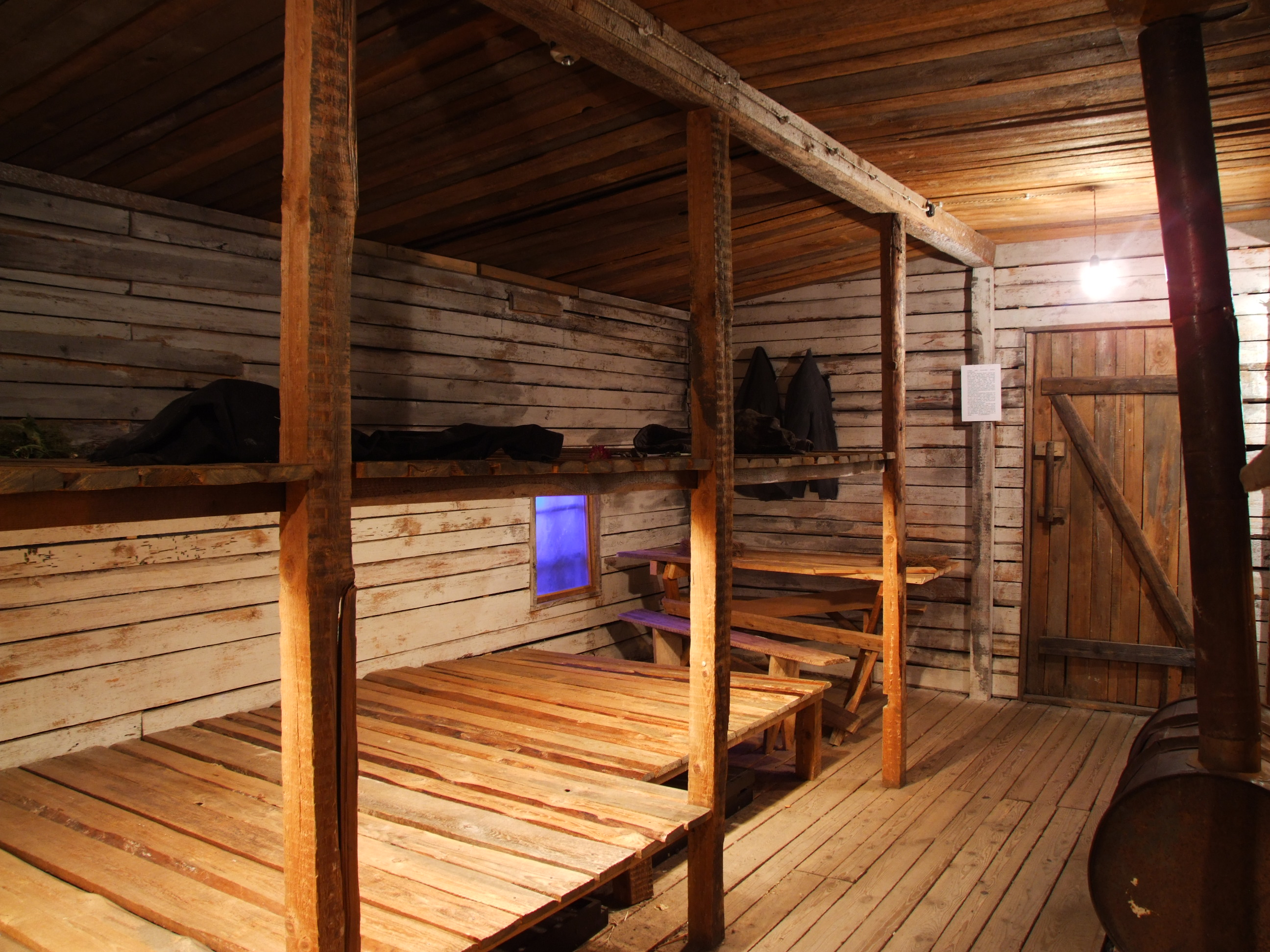
Reconstrucție a unei barăci din Gulag la Muzeul Ocupației Letoniei, Riga

În perioada postbelică, Letonia a fost obligată să adopte metodele agricole sovietice. Zonele rurale au fost constrânse la colectivizare. A fost inițiat un program extensiv de impunere a bilingvilismului, limitând utilizarea limbii letone în context oficial în favoarea limbii ruse. Toate școlile minoritare (evreiești, poloneze, belaruse, estone, lituaniene) au fost închise, și în școli au rămas doar două limbi de predare: letona și rusa. A început un influx de muncitori, administratori, personal militar și familiile lor din Rusia și din alte republici sovietice. Până în 1959, au sosit circa 400.000 de oameni din alte republici sovietice și ponderea populației letone scăzuse la 62%.
Întrucât Letonia menținuse o infrastructură bine dezvoltată și un corp de specialiști educați, Moscova a hotărât să bazeze o parte din industria sovietică avansată în Letonia. Au apărut și noi industrii în țară, inclusiv o mare fabrică de mașini RAF în Jelgava, întreprinderi electrotehnice la Riga, uzine chimice la Daugavpils, Valmiera și Olaine—și unele întreprinderi alimentare și de prelucrarea petrolului. Letonia a produs trenuri, ambarcațiuni, microbuze, mopede, telefoane, aparate radio și sisteme audio, motoare electrice și cu ardere internă, textile, mobilier, îmbrăcăminte, valize și genți, încălțăminte, instrumente muzicale, electrocasnice, ceasuri, unelte și echipamente, avioane și mașini agricole, și o listă lungă de alte produse. Letonia avea propria industrie cinematografică și propria fabrică de discuri. Nu erau însă suficiente persoane care să muncească în noile fabrici. Pentru a întreține și extinde producția industrială, au fost aduși muncitori calificați din toată Uniunea Sovietică, reducând proporția etnicilor letoni din republică. Populația Letoniei a atins apogeul în 1990 la aproape 2,7 milioane de locuitori.
La sfârșitul lui 2018, Arhivele Naționale ale Letoniei au publicat un index alfabetic complet cu circa 10.000 de persoane recrutate ca agenți sau informatori ai KGB-ului sovietic. Aceasta s-a întâmplat după două decenii de dezbateri și după adoptarea unei legi speciale, care a publicat lista așa cum apărea ea în anul în care Letonia și-a redobândit independența față de URSS.

### Restaurarea independenței în 1991
În a doua jumătate a anilor 1980, liderul sovietic Mihail Gorbaciov a început să introducă în Uniunea Sovietică reforme politice și economice, denumite glasnost și perestroika. În vara lui 1987, au avut loc la Riga primele mari demonstrații în fața Monumentului Libertății—un simbol al independenței. În vara lui 1988, unei mișcări naționale, coagulate în Frontul Popular al Letoniei, i s-a opus Interfront. RSS Letonă, alături de celelalte republici baltice, a primit autonomie sporită, iar în 1988, vechiul drapel interbelic al Letoniei a fost din nou arborat în locul drapelului leton sovietic ca drapel oficial în 1990.
În 1989, Sovietul Suprem al URSS a adoptat o rezoluție despre Ocupația Statelor Baltice, prin care declara ocupația „neconformă legii”, și neconformă „dorinței poporului sovietic”. Candidații Frontului Popular din Letonia, mișcare pro-independență, au câștigat o majoritate de două treimi în Sovietul Suprem al Republicii în alegerile democratice din martie 1990. La 4 mai 1990, Sovietul Suprem al RSS Letone a adoptat Declarația de Restaurare a Independenței Republicii Letonia, și RSS Letonă a primit numele de Republica Letonia.
Puterea centrală din Moscova continua însă să considere Letonia republică sovietică în 1990 și 1991. În ianuarie 1991, forțele politice și militare sovietice au încercat, fără succes, să răstoarne autoritățile Republicii Letone ocupând clădirea editorială centrală din Riga și înființând un Comitet de Salvare Națională pentru a uzurpa funcțiile guvernului. În perioada de tranziție, Moscova a menținut multe autorități sovietice centrale în Letonia.
Cu toate acestea, 73% din locuitorii Letoniei au confirmat susținerea puternică pentru independență la 3 martie 1991, într-un referendum consultativ. Frontul Popular din Letonia a susținut că toți locuitorii permanenți vor fi eligibili pentru cetățenie. Cetățenia universală pentru toți rezidenții nu a fost însă adoptată imediat. Cetățenia a fost acordată la început doar celor ce fuseseră cetățeni letoni la data pierderii independenței în 1940 și urmașilor lor, în timp ce veneticii veniți în timpul ocupației și urmașii lor fără legături de familie cu vechea populație au căpătat statut de imigranți. Ca urmare, majoritatea celor ce nu erau etnici letoni nu au primit cetățenie, întrucât nici ei și nici părinții lor nu fuseseră cetățeni letoni, devenind apatrizi sau cetățeni ai altor republici sovietice. În 2011, majoritatea apatrizilor dăduseră examene de naturalizare și primiseră cetățenie letonă. Rămân însă 290.660 de persoane fără cetățenie, reprezentând 14,1% din populație, care nu au drept de vot în Letonia, sunt apatrizi și nu au drept de vot în Letonia.
Republica Letonia a declarat sfârșitul perioadei de tranziție și și-a restaurat deplina independență la 21 august 1991, în urma încercării eșuate de lovitură de stat de la Moscova.

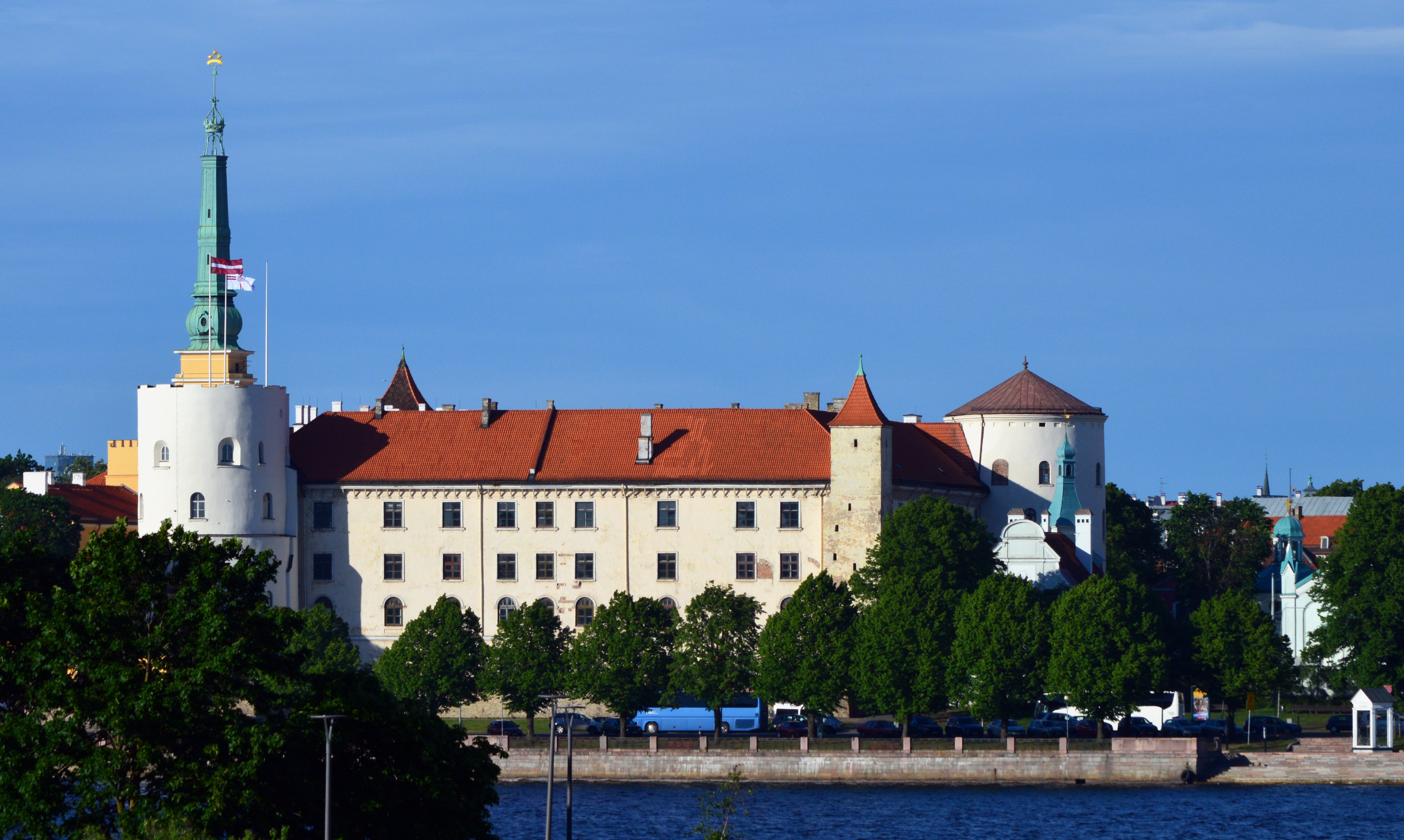
Reședința președintelui Letoniei

Saeima, parlamentul Letoniei, a fost ales din nou în 1993. Rusia și-a încheiat prezența militară terminând retragerea trupelor în 1994 și închizând stația radar Skrunda-1 în 1998. Obiectivele majore ale Letoniei în anii 1990, aderarea la NATO și la Uniunea Europeană, au fost îndeplinite în 2004. Summitul NATO din 2006 a avut loc la Riga.
Mulți rusofoni s-au opus legilor limbii și cetățeniei. Cetățenia nu a fost extinsă automat și foștilor cetățeni sovietici stabiliți în timpul ocupației, sau persoanelor descendente ale acestora care nu aveau strămoși băștinași. Totuși, copiii născuți pe teritoriul țării după independență primesc automat cetățenia. Circa 72% din cetățenii letoni sunt etnici letoni, iar 20% sunt ruși; mai puțin de 1% din rezidenții fără cetățenie sunt letoni, iar 71% sunt ruși. Guvernul a denaționalizat proprietățile private confiscate de sovietici, retrocedându-le sau despăgubindu-i pe proprietarii de drept, și a privatizat majoritatea industriilor de stat, reintroducând moneda națională interbelică. Deși a trecut printr-o tranziție dificilă către economia liberală, reorientându-se către Europa Occidentală, Letonia este una dintre economiile cu cea mai rapidă creștere din Uniunea Europeană. În 2014, Riga a fost Capitală Europeană a Culturii, euro a fost introdus ca monedă a țării și un leton a fost numit vicepreședinte al Comisiei Europene. În 2015 Letonia a deținut președinția Consiliului Uniunii Europene. În Riga au avut loc evenimente de anvergură europeană, cum ar fi Concursul Muzical Eurovision 2003 și Premiile Europene pentru Film din 2014. La 1 iulie 2016, Letonia a devenit membră a OCDE.

## Geografie

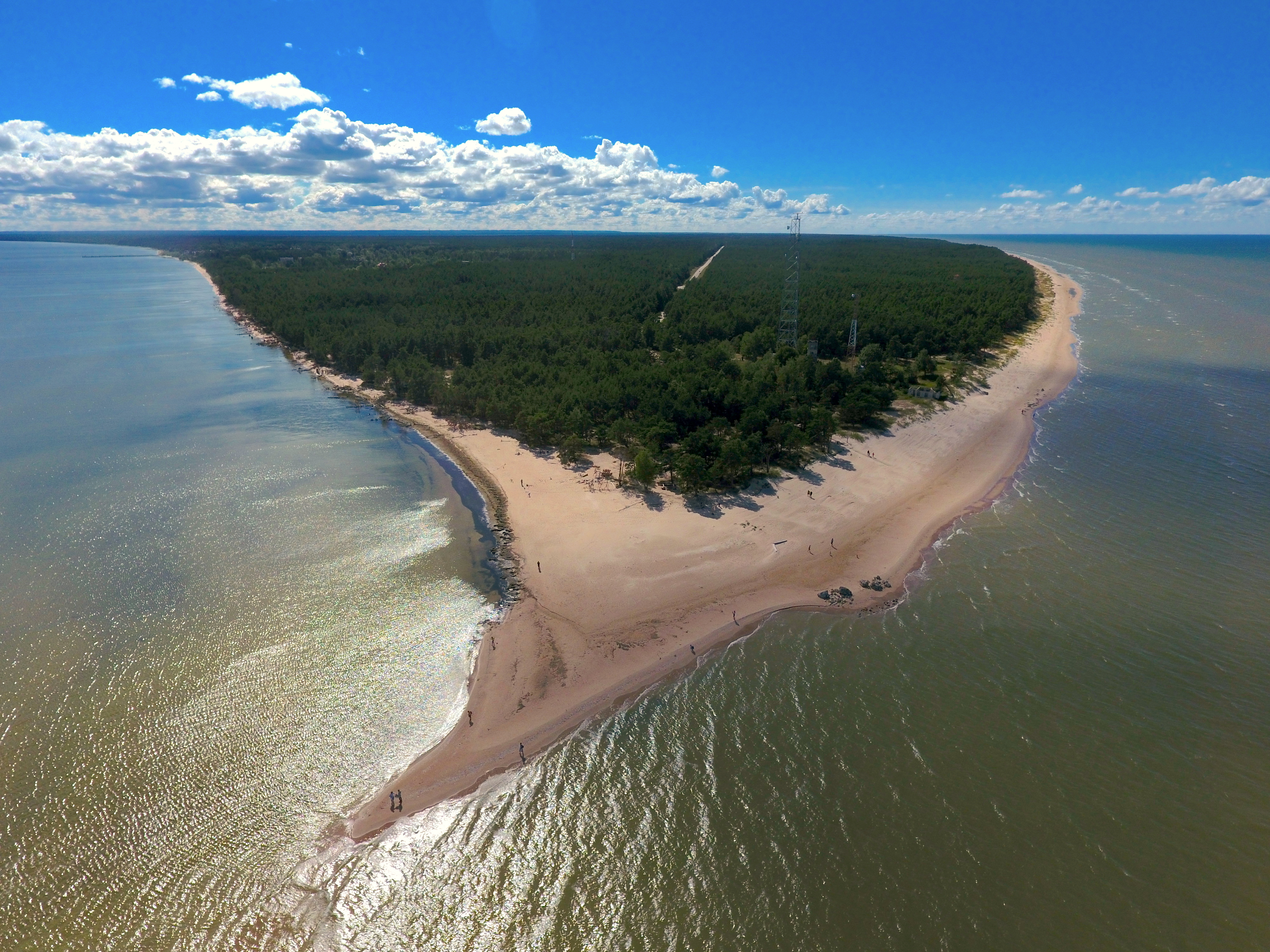
Capul Kolka, extremitatea nordică a Letoniei, la Golful Riga.

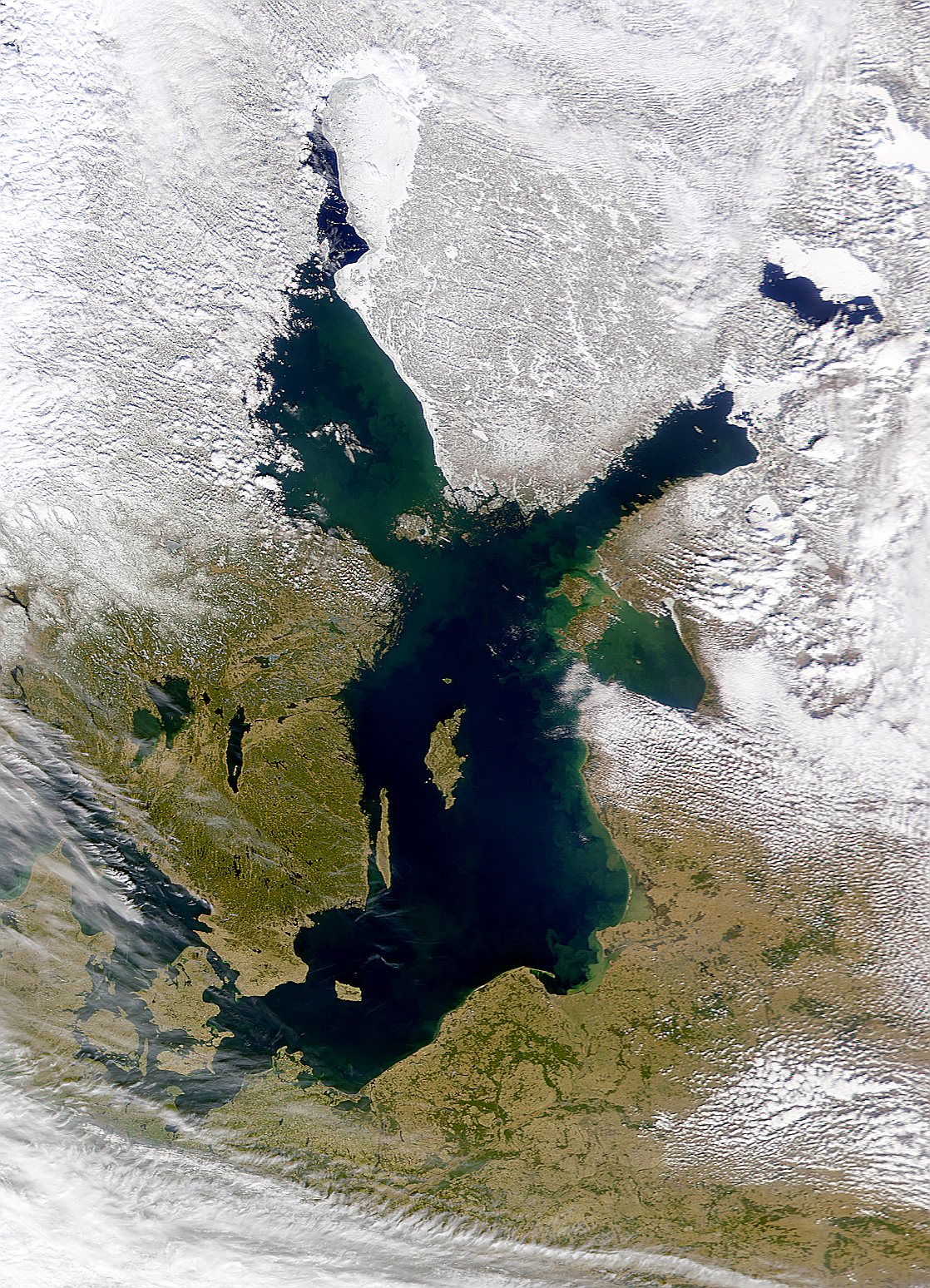
Letonia se află în Europa de Nord, pe malul de est al Mării Baltice.

Letonia se află în Europa de Nord, pe malul de est al Mării Baltice, în partea nord-vestică a cratogenului Est-European, între paralelele de 55° și 58° latitudine nordică (cu o zonă mică la nord de paralela de 58°), și între meridianele de 21° și 29° longitudine estică (cu o mică zonă la vest de meridianul de 21°). Letonia are o suprafață totală de 64.559 km2, dintre care 62.157 km2 sunt uscat, 18.159 km2 teren arabil, 34.964 km² și 2402 km² de ape interioare.
Lungimea totală a frontierelor Letoniei este de 1866 km. Lungimea frontierelor terestre este de 1368 km, dintre care 343 km sunt cu Estonia la nord, 276 km cu Federația Rusă la est, 161 km cu Belarus la sud-est și 588 km cu Lituania la sud. Lungimea totală a frontierei sale maritime este de 498 km, împărțită cu Estonia, Suedia și Lituania. Întinderea țării de la nord la sud este de 210 km și de la vest la est de 450 km.
Majoritatea teritoriului Letoniei se află la mai puțin de 100 m altitudine peste nivelul mării. Cel mai mare lac din țară, Lubāns, are 80,7 km2, cel mai adânc, Drīdzis, având 65,1 m. Râul cu cel mai lung curs pe teritoriul țării este Gauja, 452 km. Cel mai lung râu care curge și prin teritoriul leton este Daugava, cu o lungime totală de 1005 km, din care 352 km prin Letonia. Cel mai înalt punct al țării este dealul Gaiziņkalns, 311,6 m. Lungimea coastei letone de la Mare Baltică este de 494 km. Golful Riga, de adâncime relativ mică, format de Marea Baltică, se află în nord-vestul țării.

### Clima
Letonia are o climă temperată descrisă în diverse surse fie drept continentală umedă (Köppen Dfb) fie oceanică/maritimă (Köppen Cfb).
Regiunile de coastă, mai ales coasta vestică a peninsulei Curlanda, au o climă mai degrabă maritimă, cu veri răcoroase și ierni blânde, în timp ce zonele estice au o climă mai degrabă continentală, cu veri călduroase și ierni geroase.
Letonia are patru anotimpuri de durate aproximativ egală. Iarna începe la mijlocul lui decembrie și ține până la jumătatea lui martie. Iernile au temperaturi medii de   -1,1 − -3,1  °C  și se caracterizează prin prezența stabilă a unui covor de zăpadă, zile scurte și perioade de lumină puternică întrerupte de perioade scurte de vânturi puternice, temperaturi extreme de circa −30 °C și zăpezi abundente. Vara începe în iunie și durează până în august. Verile sunt însorite și nu foarte calde, seara și noaptea vremea fiind răcoroasă. Verile au temperaturi medii de circa 19 °C, cu extreme de 35 °C. Primăvara și toamna aduc vreme destul de blândă.
| Temperaturile medii în Letonia în 2011 |      |      |      |      |       |       |       |       |       |      |      |      |
| Luna                                   | Ian  | Feb  | Mar  | Apr  | Mai   | Iun   | Iul   | Aug   | Sep   | Oct  | Nov  | Dec  |
| Temperaturi medii (°C)                 | −3.0 | −8.9 | −0.5 | +6.8 | +11.2 | +17.3 | +19.8 | +16.8 | +13.4 | +7.8 | +4.4 | +2.1 |

| Record                                    | Valoare                | Loc                         | Dată                 |
| ----------------------------------------- | ---------------------- | --------------------------- | -------------------- |
| Cea mai ridicată temp.                    | 37.8 °C (100 °F)       | Ventspils                   | 4 august 2014        |
| Cea mai scăzută temp.                     | −43.2 °C (−46 °F)      | Daugavpils                  | 8 februarie 1956     |
| Cea mai târzie brumă de primăvară         | –                      | mari părți ale teritoriului | 24 iunie 1982        |
| Cea mai devreme brumă de toamnă           | –                      | comuna Cenas                | 15 august 1975       |
| Cele mai abundente precipitații anuale    | 1,007 mm (39.6 in)     | comuna Priekuļi             | 1928                 |
| Cele mai sărace precipitații anuale       | 384 mm (15.1 in)       | Ainaži                      | 1939                 |
| Ziua cea mai ploioasă                     | 160 mm (6.3 in)        | Ventspils                   | 9 iulie 1973         |
| Luna cea mai ploioasă                     | 330 mm (13.0 in)       | Nīca parish                 | August 1972          |
| Luna cea mai secetoasă                    | 0 mm (0 in)            | mari părți din teritoriu    | Mai 1938 și mai 1941 |
| Cel mai gros strat de zăpadă              | 126 cm (49.6 in)       | Gaiziņkalns                 | Martie 1931          |
| Luna cu cele mai multe zile cu viscol     | 19 zile                | Liepāja                     | februarie 1956       |
| Cele mai multe zile cu ceață într-un an   | 143 de zile            | zona Gaiziņkalns            | 1946                 |
| Cea mai îndelungată ceață                 | 93 de ore              | Alūksne                     | 1958                 |
| Cea mai ridicată presiune atmosferică     | 799.5 mm (31.5 in) Hg  | Liepāja                     | ianuarie 1907        |
| Cea mai scăzută presiune atmosferică      | 699.7 mm (27.5 in) Hg  | dealurile Vidzeme           | 13 februarie 1962    |
| Cele mai multe zile furtunoase într-un an | 52 de zile             | dealurile Vidzeme           | 1954                 |
| Cele mai puternice vânturi                | 34 m/s, până la 48 m/s | nespecificat                | 2 noiembrie1969      |

### Mediul

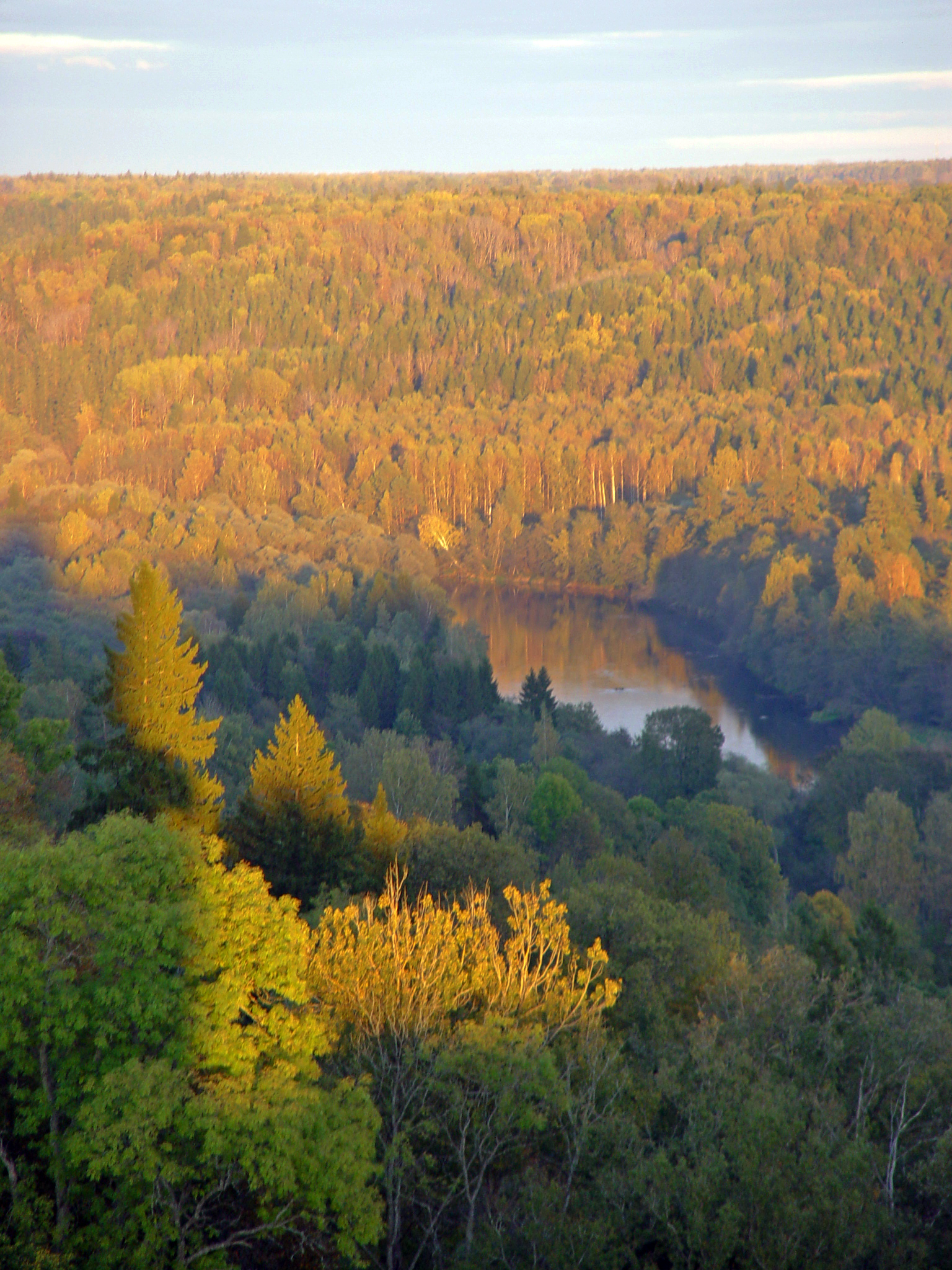
Letonia este pe locul 5 în Uniunea Europeană după ponderea suprafeței forestiere.

Mare parte din teritoriul țării este format din câmpii mănoase și dealuri joase. Într-un peisaj leton tipic, un mozaic de vaste păduri alternează cu câmpii, ferme și pășuni. Terenurile arabile sunt delimitate cu șiruri de mesteceni și cu pâlcuri de pădure, care reprezintă habitat pentru numeroase plante și animale. Letonia are sute de kilometri de țărm maritim sălbatic—litoral cu păduri de pin, dune și plaje continue cu nisip alb.
Letonia este pe locul 5 în Uniunea Europeană după ponderea suprafeței forestiere în cea totală, după Suedia, Finlanda, Estonia și Slovenia. Pădurile acoperă 3.497.000 ha sau 56% din suprafața totală.
Letonia are peste 12.500 de râuri, cu o lungime totală de 38.000 km. Râurile mari sunt Daugava, Lielupe, Gauja, Venta și Salaca, cel mai mare loc de înmulțire a somonului pe malul estic al Mării Baltice. Sunt 2256 de lacuri cu suprafață mai mare de 1 ha, cu a arie totală de 1000 km2. Turbăriile acoperă 9,9% din teritoriul Letoniei. Dintre acestea, 42% sunt mlaștini; 49% sunt bălți; și 9% sunt turbării de tranziție. 70% dintre ele sunt virgine, și reprezintă refugiu pentru numeroase specii rare de plante și animale.
Terenul agricol acoperă 1.815.900 ha sau 29% din suprafața totală. După desființarea colhozurilor, suprafața dedicată agriculturii a scăzut drastic – astăzi, fermele sunt predominant mici. Circa 200 de ferme, ocupând 2750 ha, sunt angajate în agricultura ecologică (fără utilizare de îngrășăminte și pesticide).
Parcurile naționale ale Letoniei sunt Parcul Național Gauja din Vidzeme (din 1973), Parcul Național Kemeri din Zemgale (1997), Parcul Național Slītere din Kurzeme (1999), și Parcul Național Rāzna din Latgalia (2007).
Letonia are o lungă tradiție de protecție a mediului. Primele legi în acest sens au fost promulgate în secolele al XVI-lea și al XVII-lea. Există 706 arii naturale protejate în Letonia: cele patru parcuri naționale, o rezervație a biosferei, 42 de parcuri naturale, nouă zone cu peisaje protejate, 260 de rezervații naturale, patru rezervații naturale stricte, 355 de monumente ale naturii, șapte arii marine protejate și and 24 de microrezervații. Ariile protejate acoperă 12,790 km2 sau circa 20% din aria totală a Letoniei. Cartea Roșie a Letoniei (Lista speciilor pe cale de dispariție în Letonia), înființată în 1977, conține 112 specii de plante și 119 de animale. Letonia a ratificat convențiile internaționale de la Washington, Berna și Ramsare.
Indicele Performanței Ecologice pe 2012 clasează Letonia pe locul doi după Elveția, după performanța politicilor de mediu ale țării.

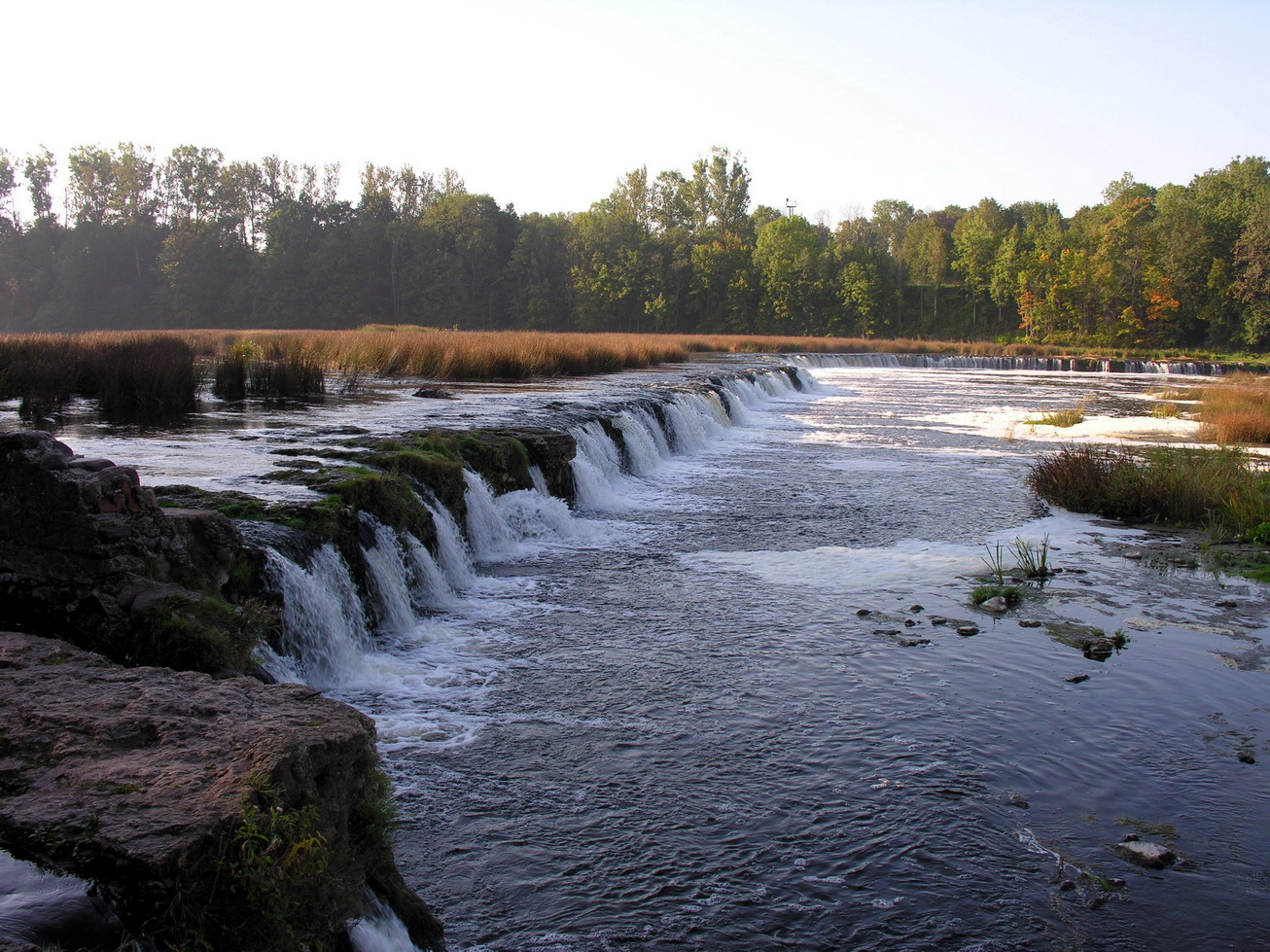
Repezișul Venta din Kuldīga este cea mai largă cascadă din Europa și monument al naturii în Letonia
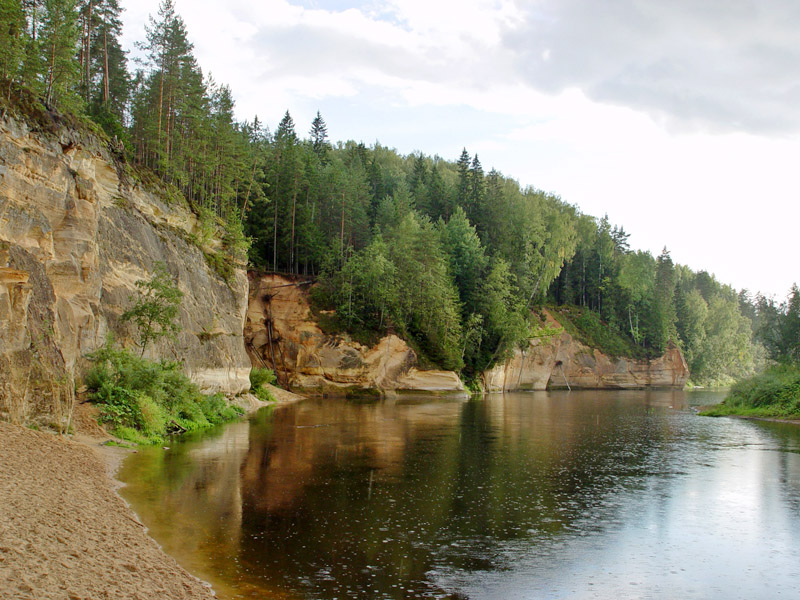
Stânci calcaroase devoniene în Parcul Național Gauja, cel mai mare și mai vechi parc național din Letonia
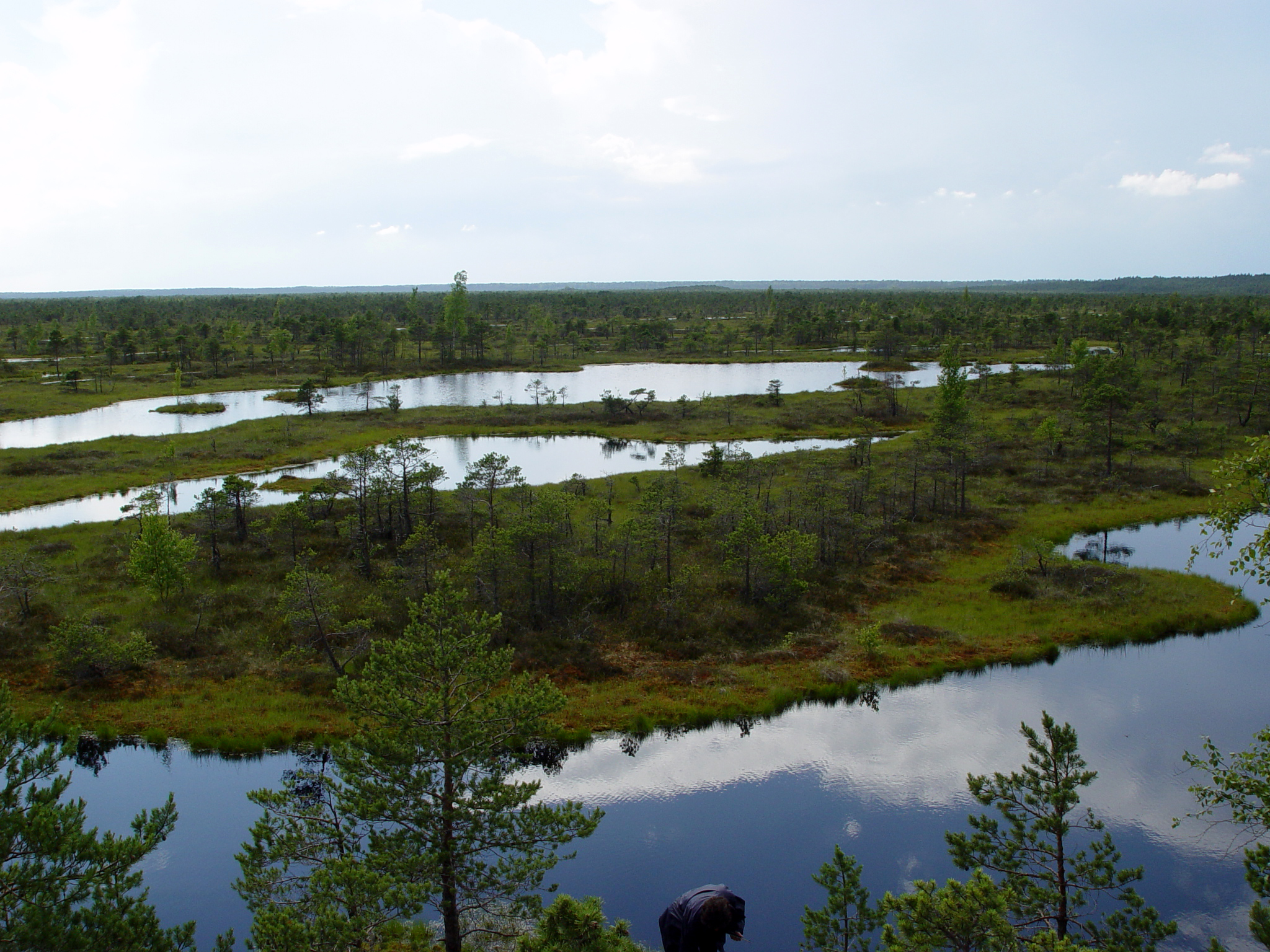
Parcul Național Ķemeri găzduiește mlaștini, izvoare de ape minerale, și lacuri ce sunt foste lagune ale Mării Littorina
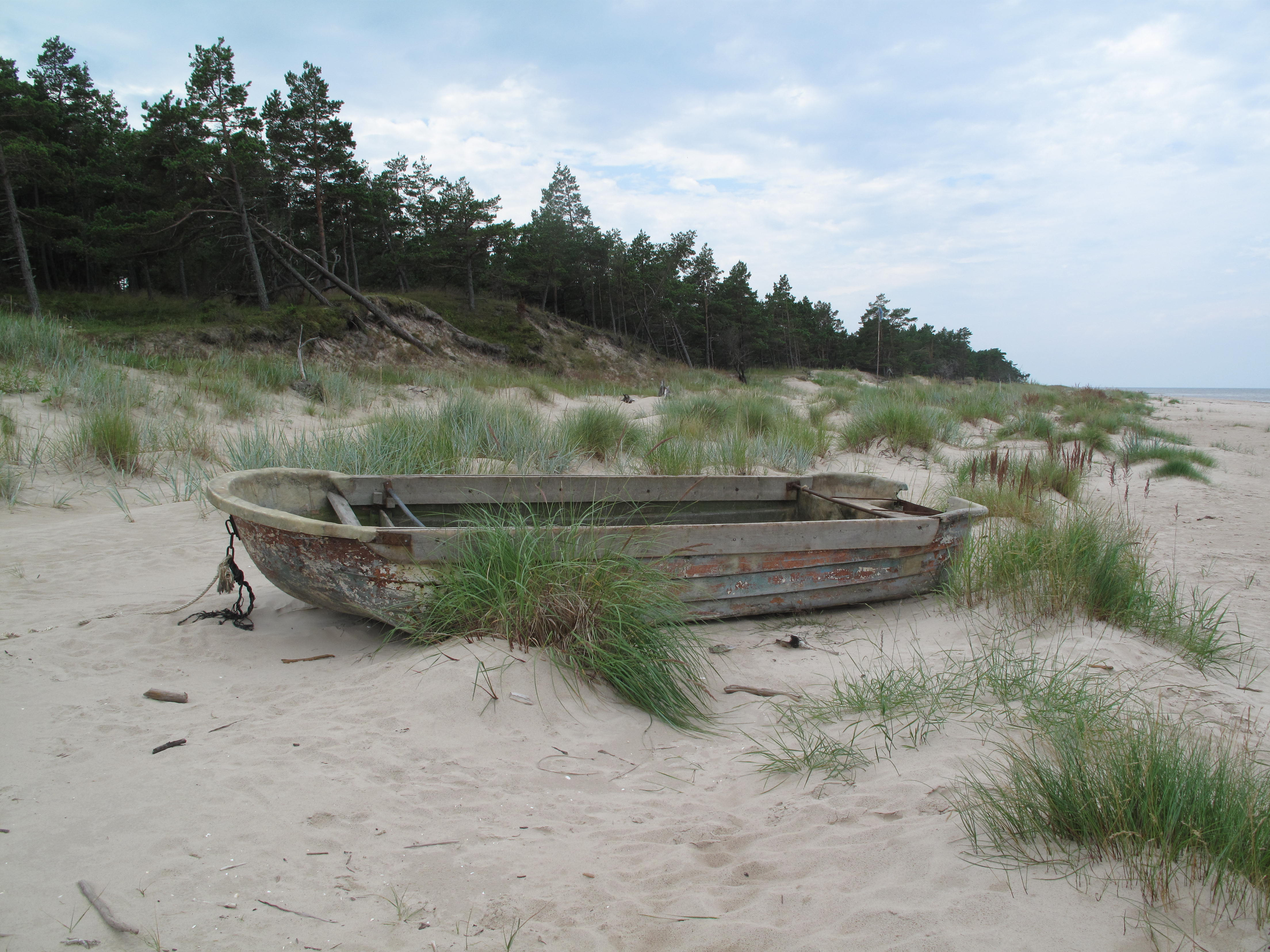
Parcul Național Slītere de la Capul Kolka cuprinde mai multe sate pescărești livoniene de pe coasta Livoniei (în livonă, Līvõd Rānda)

### Biodiversitatea

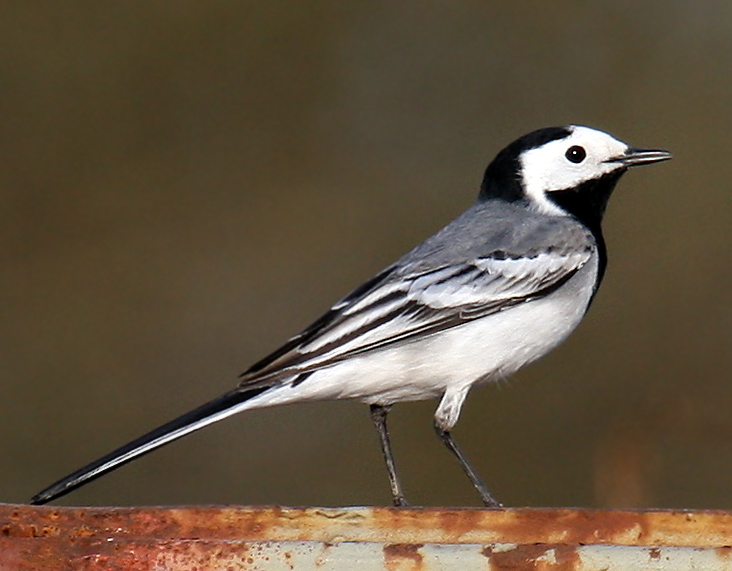
Codobatura albă este pasărea națională a Letoniei.

În Letonia au fost înregistrate circa 27.700 de specii de floră și faună. Între speciile de animale sălbatice des întâlnite în țară se numără căprioara, mistrețul, elanul, râsul, ursul brun, vulpea, castorul și lupul. 
Specii periclitate în alte țări europene, dar des întâlnite în Letonia sunt: barza neagră (Ciconia nigra), cârstelul de câmp (Crex crex), acvila țipătoare mică (Aquila pomarina), ciocănitoarea cu spatele alb (Picoides leucotos), cocorul (Grus grus), brebul (Castor fiber), vidra de râu (Lutra lutra), lupul cenușiu (Canis lupus) și râsul eurasiatic (Lynx lynx).
Din punct de vedere fitogeografic, Letonia se împarte între provinciile Central-Europeană și Nord-Europeană din regiunea Circumboreală din cadrul Regatului Boreal. Conform WWF, teritoriul Letoniei aparține ecoregiunii pădurilor de amestec sarmatice. În vastele păduri letone, speciile predominante sunt pinul de pădure, mesteacănul și molidul.
Mai multe specii de floră și faună sunt considerate simboluri naționale. Stejarul (Quercus robur, în letonă: ozols), și teiul (Tilia cordata, în letonă: liepa) sunt arbori naționali, iar margareta (Leucanthemum vulgare, în letonă: pīpene) este floare națională. Codobatura albă (Motacilla alba, în letonă: baltā cielava) este pasărea națională a Letoniei. Insecta națională este buburuza cu două puncte (Adalia bipunctata, în letonă: mārīte). Chihlimbarul, rășină fosilizată de copac, este unul dintre cele mai importante simboluri culturale ale Letoniei. În antichitate, chihlimbarul găsit pe coasta Mării Baltice era căutat de vikingi, dar și de negustori din Egipt, Grecia și Imperiul Roman. Aceasta a dus la dezvoltarea Drumului Chihlimbarului.
Mai multe rezervații naturale protejează peisajele neatinse populate de diferite animale mari. În Rezervația Naturală Pape, unde au fost reintroduși zimbrul, caii sălbatici și bouri recreați, există astăzi o megafaună holocenă aproape completă, cuprinzând și elani, căprioare și lupi.

### Împărțire administrativă

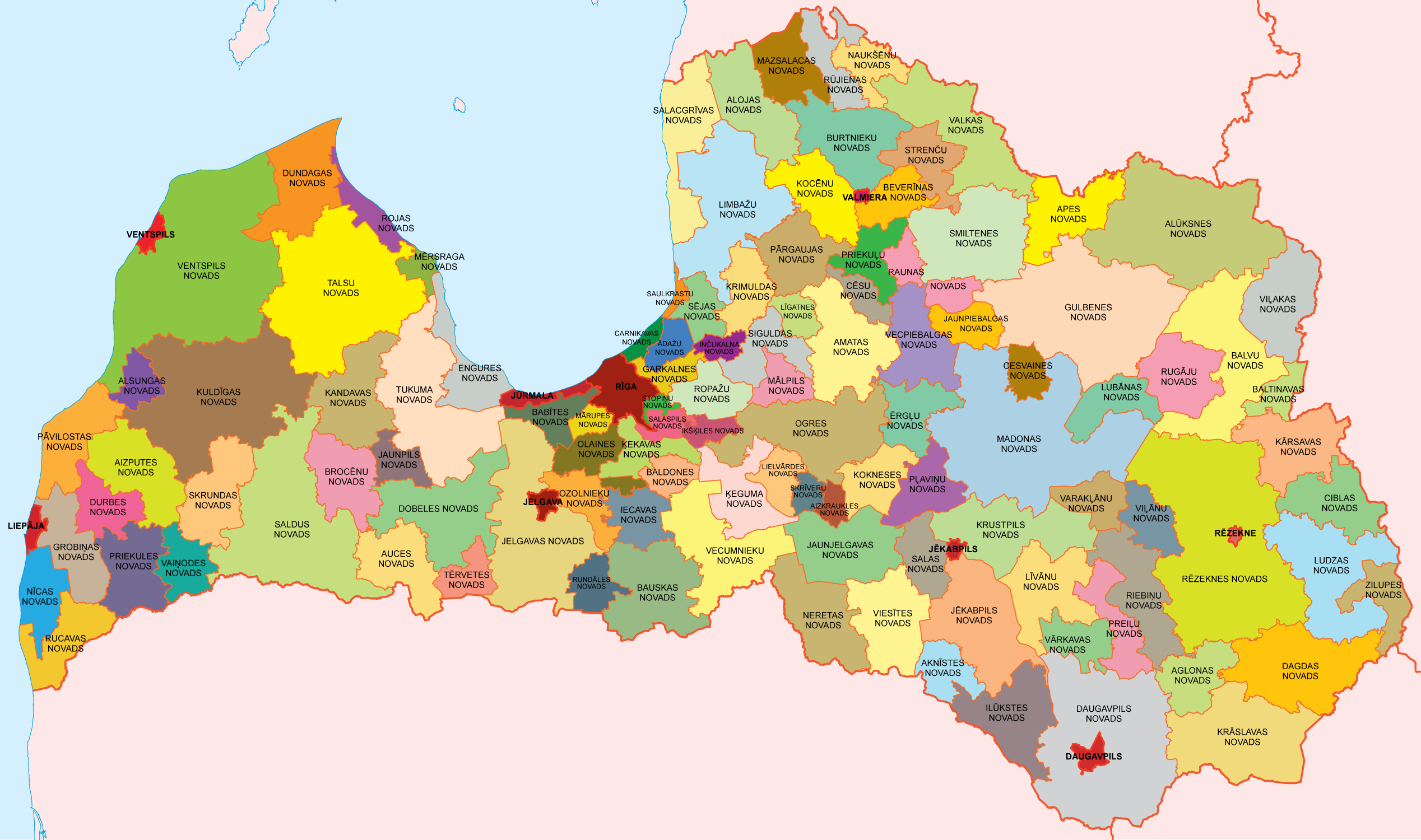
Unitățile administrative ale Letoniei.

Letonia este stat unitar, împărțit astăzi în 110 comune (în letonă: novadi) și 9 orașe republicane (în letonă: republikas pilsētas) care au consiliu local și administrație locală: Daugavpils, Jēkabpils, Jelgava, Jūrmala, Liepāja, Rēzekne, Riga, Valmiera și Ventspils. Letonia are patru regiuni istorice și culturale – Curlanda, Latgalia, Vidzeme, Zemgale, recunoscute în Constituția Letoniei. Selonia, parte a Zemgaliei, este și ea considerată uneori o regiune culturală distinctă, dar nu face parte din nicio diviziune formală. Frontierele regiunilor istorice și culturale nu sunt definite explicit și diferă de la sursă la sursă. În diviziunile formale, regiunea Riga, ce cuprinde Capitala și părți ale altor regiuni care au o puternică relație cu aceasta, este și ea adesea inclusă în diviziunile regionale; de exemplu, Letonia are cinci regiuni de planificare (în letonă: plānošanas reģioni), înființate în 2009 pentru a promova o dezvoltare echilibrată a tuturor regiunilor. În această împărțire, regiunea Riga cuprinde mari părți din ceea ce e considerat prin tradiție a fi Vidzeme, Curlanda și Zemgale. Regiunile statistice ale Letoniei, înființate în conformitate cu Nomenclatorul Unităților Teritoriale Statistice al UE, preia această împărțire, dar împarte regiunea Riga în două părți, capitala însăși fiind o regiune separată.
Cel mai mare oraș al Letoniei este Riga, al doilea este Daugavpils și al treilea este Liepaja.

## Politica

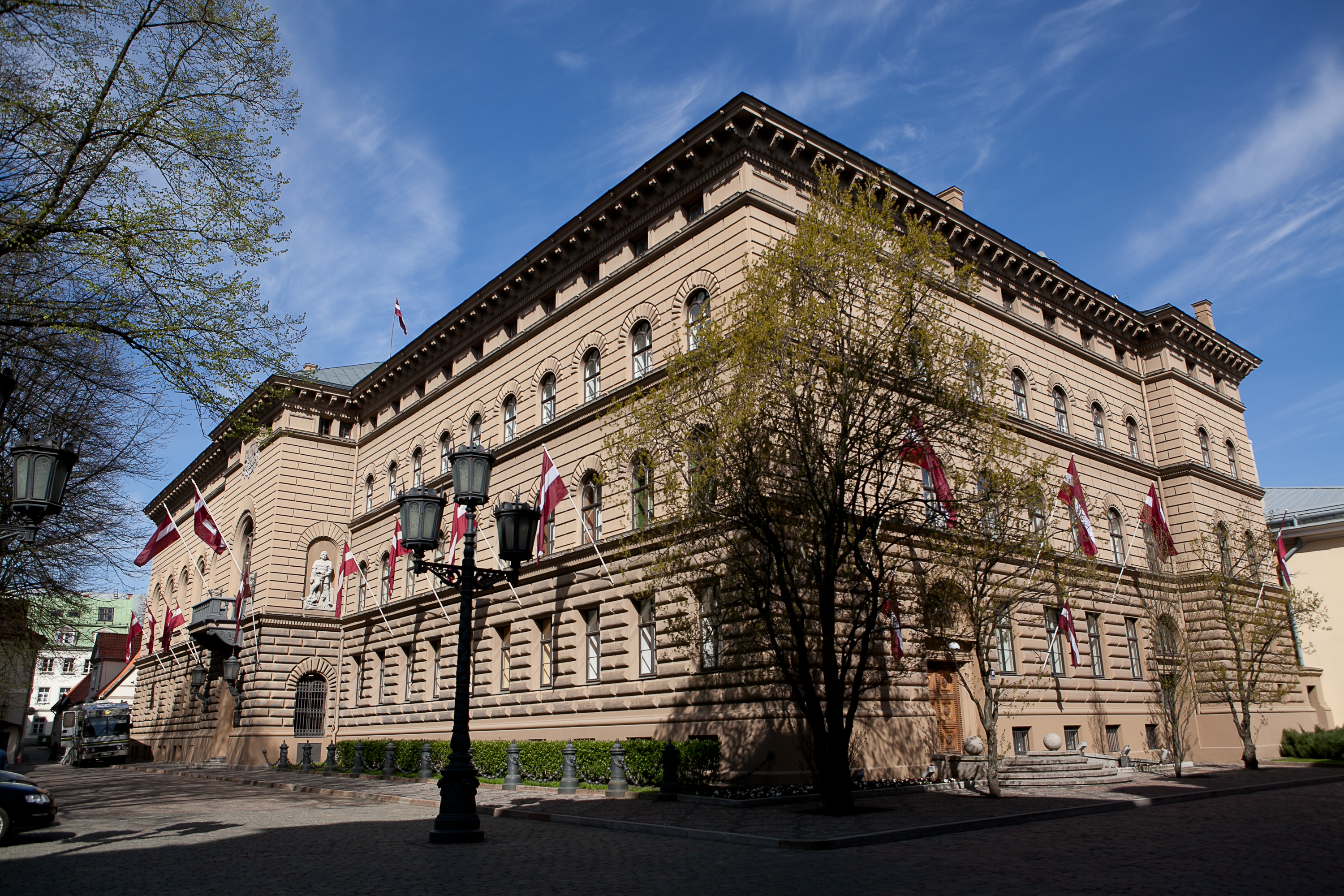
Clădirea Saeima, parlamentul Letoniei, din Riga.

Parlamentul leton unicameral cu 100 de locuri, Saeima, este ales prin vot popular direct o dată la patru ani. Președintele este ales de către Saeima într-un scrutin separat, tot o dată la patru ani. Președintele numește un prim ministru care, împreună cu cabinetul, formează ramura executivă, care trebuie să primească vot de încredere în Saeima. Acest sistem a existat și înainte de al Doilea Război Mondial. 

### Relațiile externe

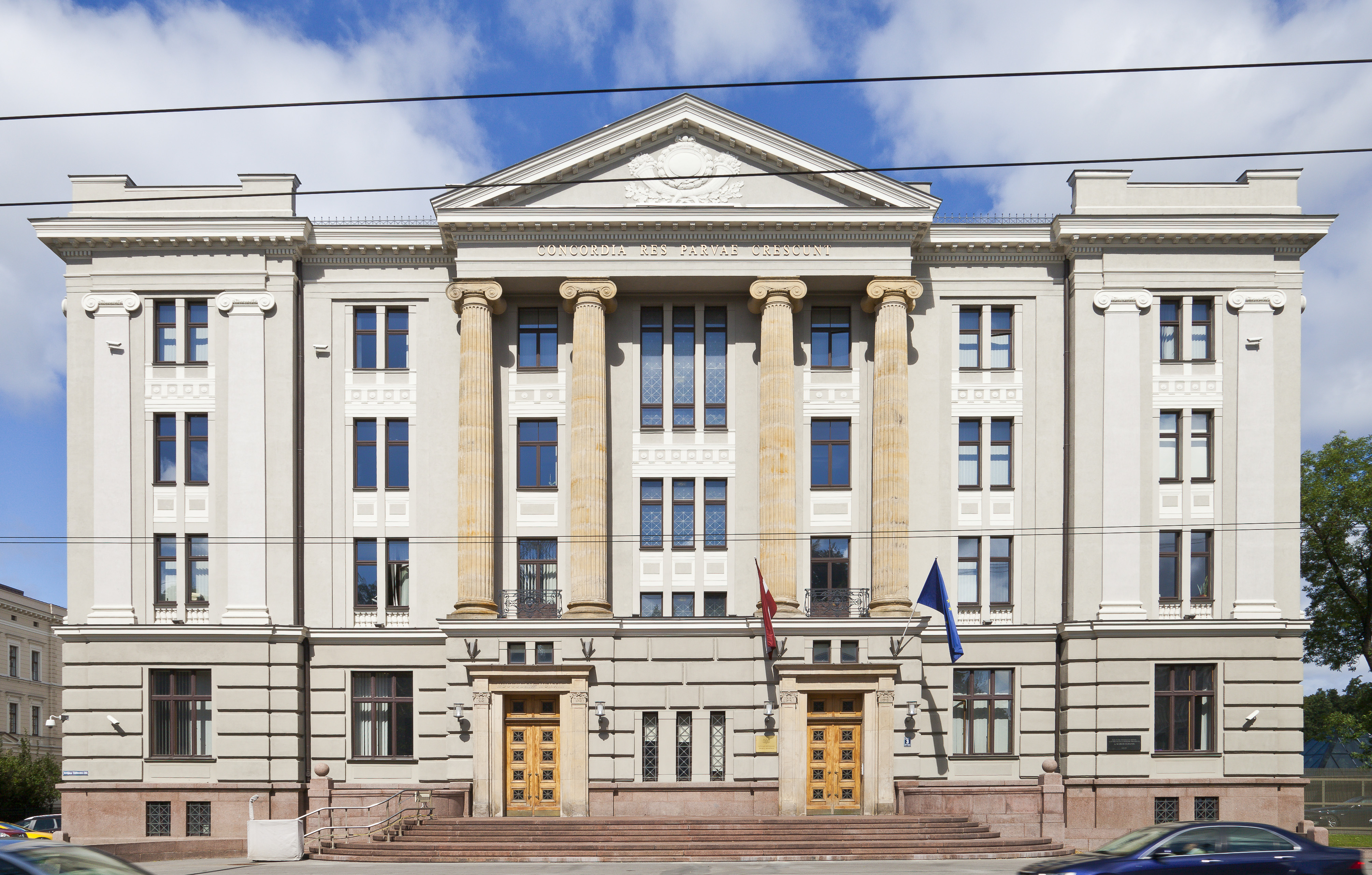
Clădirea Ministerului de Externe de la Riga

Letonia este membră a ONU, a Uniunii Europene, a Consiliului Europei, NATO, OSCE, FMI și OMC. Este și membră a Consiliului Statelor de la Marea Baltică și al Băncii Nordice de Investiții. A fost membră a Ligii Națiunilor (1921–1946). Letonia face parte din Spațiul Schengen și a aderat la zona Euro la 1 ianuarie 2014, și la OCDE la 1 iulie 2016.
Letonia a stabilit relații diplomatice cu 158 de țări. Are 44 de misiuni diplomatice și consulare și întreține 34 de ambasade și 9 reprezentanțe permanente în străinătate. În capitala Riga există 37 de ambasade ale unor țări străine și 11 organizații internaționale. Letonia găzduiește o instituție a Uniunii Europene, Organul de Reglementatori Europeni pentru Comunicații Electronice (BEREC).
Prioritățile de politică externă ale Letoniei sunt cooperarea în regiunea Mării Baltice, integrarea europeană, implicarea activă în organizațiile internaționale, contribuția la securitatea și structurile de apărare europene și transatlantice, participarea la operațiunile internaționale civile și militare de menținerea păcii, și dezvoltarea cooperării, în special întărirea stabilității și democrației, în țările Parteneriatului Estic al UE.

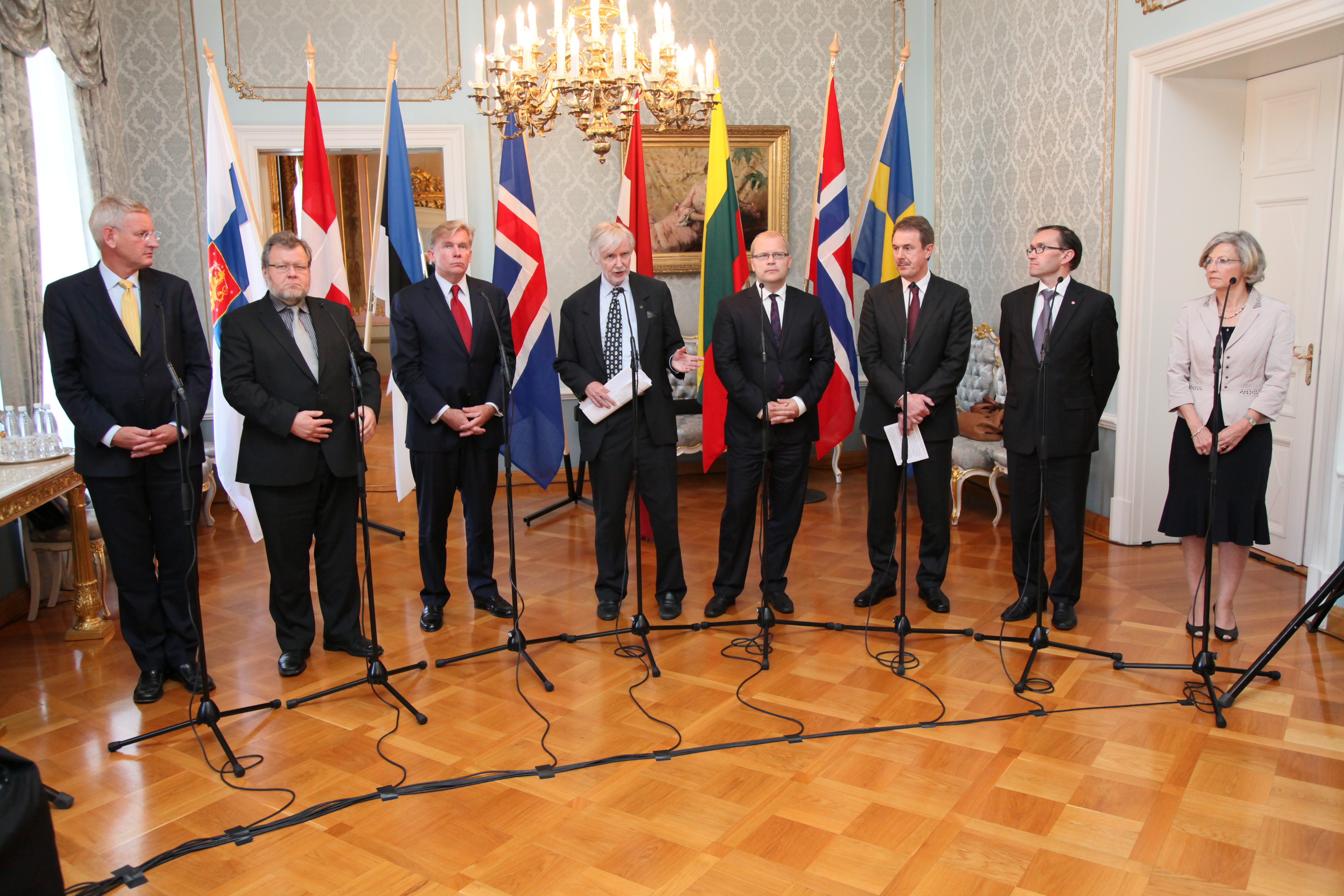
Miniștrii de externe ai țărilor Nordice și Baltice la Helsinki, 2011.

De la începutul anilor 1990, Letonia s-a implicat în acțiuni trilaterale de cooperare la nivelul statelor Baltice împreună cu vecinii săi Estonia și Lituania, și în cooperarea Nordic-Baltică cu țările Nordice. Consiliul Baltic este un forum comun al Adunării interparlamentare Baltice și al Consiliului interguvernamental Baltic de Miniștri (BCM). Nordic-Baltic 8 (NB-8) este structura comună de cooperare a guvernelor Danemarcei, Estoniei, Finlandei, Islandei, Letoniei, Lituaniei, Norvegiei și Suediei. Nordic-Baltic 6 (NB-6), cuprinzând țările Nordic-Baltice membre ale UE, reprezintă un cadrul de întâlniri pe teme legate de UE. Cooperarea interparlamentară între Adunarea Baltică și Consiliul Nordic s-a semnat în 1992 și din 2006 se țin întâlniri anuale la vârf, precum și întâlniri regulate la alte niveluri. Cooperarea Nordic-Baltică include și programul de educație NordPlus și programele de mobilitate pentru administrația publică, afaceri și industrie și cultură. Consiliul Nordic de Miniștri are un birou la Riga.
Letonia participă la Dimensiunea Nordică și la Programul Regional pentru Marea Baltică, ambele inițiative ale Uniunii Europene de a susține cooperarea transfrontalieră în regiunea Mării Baltice și în Europa de Nord. Secretariatul Parteneriatului Dimensiunea Nordică pentru Cultură (NDPC) își va avea sediul la Riga. În 2013 Riga a găzduit Forumul anual pentru Viitorul Nordic, o întâlnire informală de două zile a șefilor de guvern din țările Nordic-Baltice și Regatul Unit. Parteneriatul Lărgit în Europa de Nord sau e-Pine este cadrul diplomatic al Deparatmentului de Stat al SUA pentru cooperare cu țările Nordic-Baltice.
Letonia a găzduit Summitul NATO din 2006 și de atunci Conferința anuală de la Riga a devenit un forum de referință în politica externă și de securitate din Europa de Nord. Letonia a deținut președinția Consiliului Uniunii Europene în prima jumătate a lui 2015.

### Drepturile omului

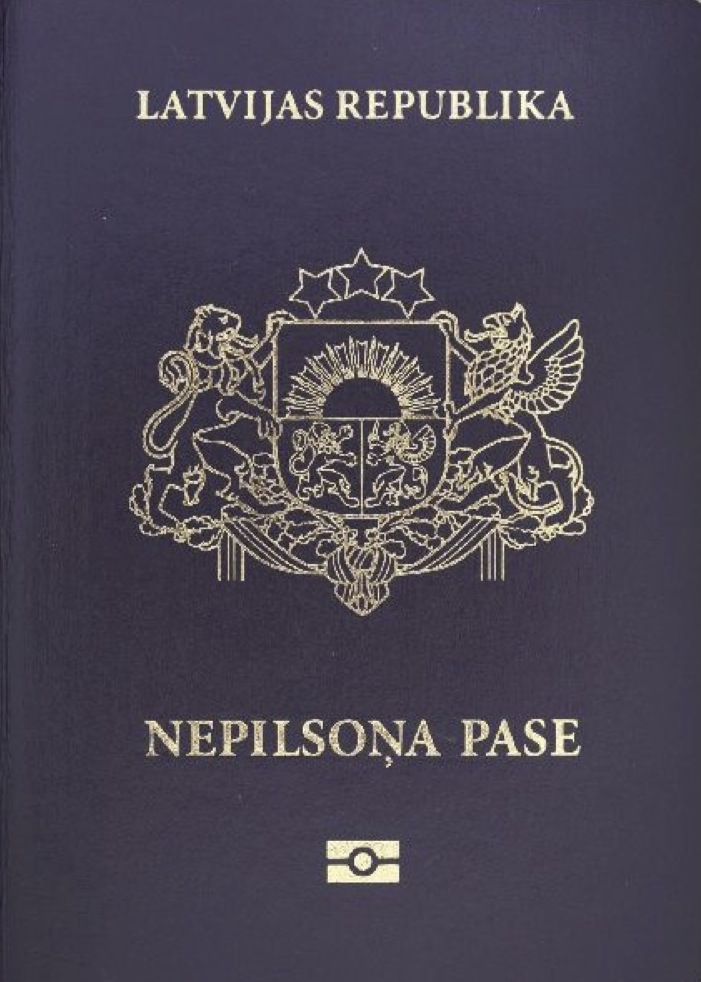
Pașaport leton pentru rezidenți fără cetățenie.

Conform rapoartelor Freedom House și ale Deparatmentului de Stat al SUA, în Letonia drepturile omului sunt în general respectate de guvern: Letonia este peste medie la capitolul democrație, libertatea presei, dreptul la viață privată și la dezvoltarea umană în rândul statelor suverane din lume.
În țară trăiește o mare comunitate de etnici ruși, care a primit drepturile de bază conform Constituției și legilor internaționale pentru drepturile omului ratificate de legislativul leton.
Circa 270.000 de rezidenți fără cetățenie – între care apatrizi – au un acces limitat la unele drepturi politice – doar cetățenilor li se permite să participe la alegerile parlamentare sau locale, deși nu există limitări cu privire la aderarea la partide politice sau alte organizații politice. În 2011, înaltul comisar al OSCE pentru minorități naționale „a cerut Letoniei să permită rezidenților fără cetățenie să voteze la alegerile locale”. În plus, există rapoarte despre abuzuri comise de poliție împotriva persoanelor deținute și arestate, slabele condiții de încarcerare și aglomerarea penitenciarelor, corupție în justiție, discriminare a femeilor, incidente de violență împotriva minorităților etnice, și violență socială și discriminare a guvernului față de homosexuali.

### Armata

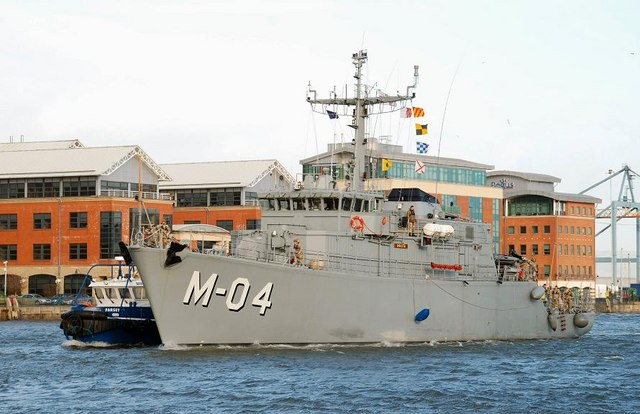
Deminatorul Imanta al Forțelor Navale.

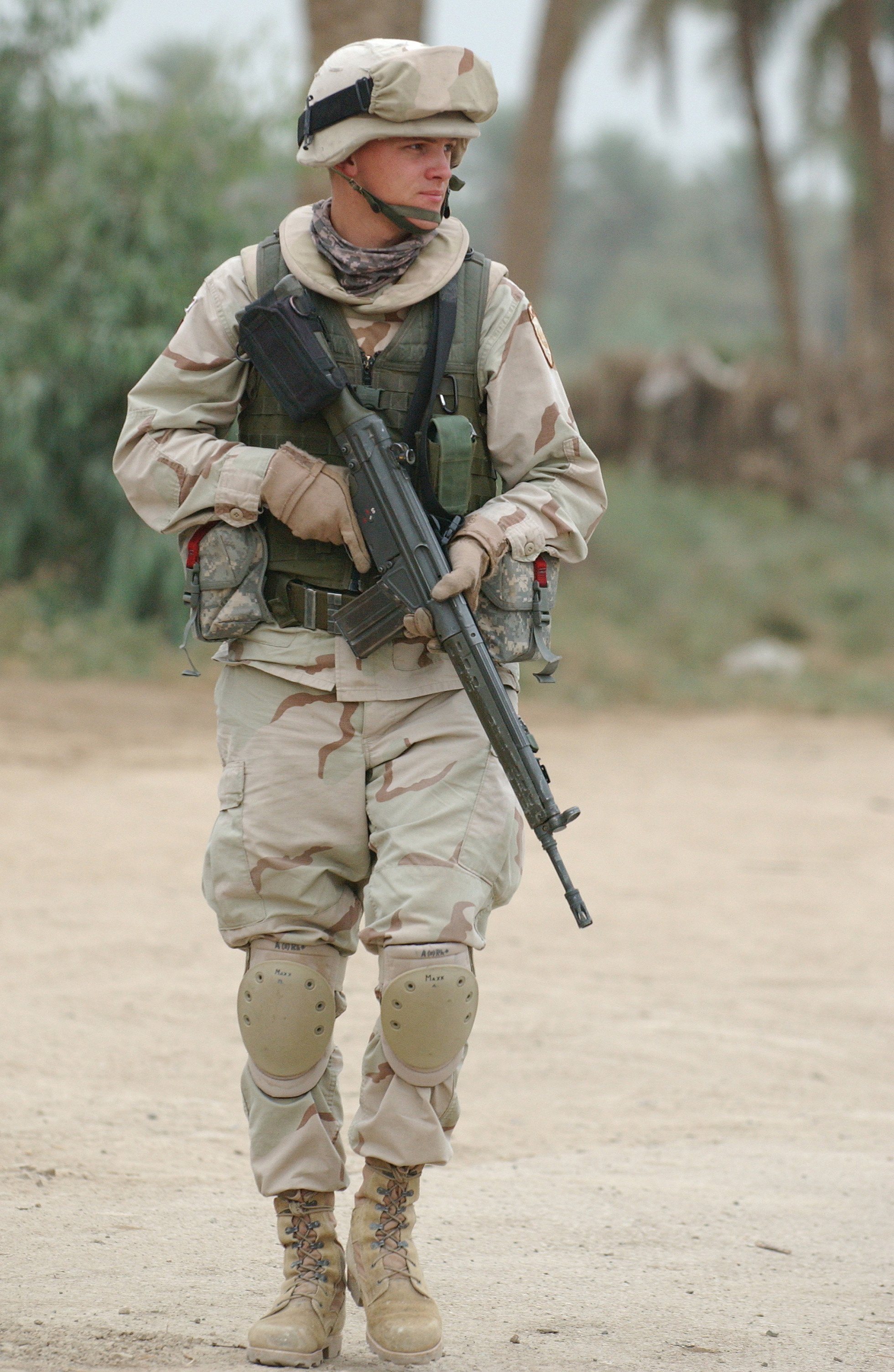
Soldat leton la Al Shamiya, Irak, 2006.

Forțele Armate Naționale (în letonă: Nacionālie Bruņotie Spēki (NAF)) ale Letoniei constau din Forțele Terestre, Forțele Navale, Forțele Aeriene, Garda Națională, Unitatea de Misiuni Speciale, Poliția Militară, batalionul Statului Major, Comandamentul de Instrucție și Doctrină, și Comandamentul de Logistică. Conceptul de apărare a Letoniei se bazează pe un model suedezo-finlandez de forță de reacție rapidă format dintr-o bază de mobilizare și un grup mic de profesioniști de carieră. De la 1 ianuarie 2007, Letonia a trecut la o armată complet profesionistă pe bază de contract.
Letonia participă la operațiuni internaționale de menținerea păcii și de securitate. Forțele Armate Letone au contribuit la operațiunile militare ale NATO și UE în Bosnia și Herțegovina (1996–2009), Albania (1999), Kosovo (2000–2009), Macedonia (2003), Irak (2005–2006), Afganistan (din 2003), Somalia (din 2011) și Mali (din 2013). Letonia a luat parte și la operațiunile Forței Multinaționale condusă de SUA în Irak (2003–2008) și la misiunile OSCE în Georgia, Kosovo și Macedonia. Forțele Armate Letone contribuie la un Grup de Luptă condus de Regatul Unit în 2013 și la Grupul de Luptă Nordic în 2015 conform politicii externe și de securitate comune (CSDP) a Uniunii Europene. Letonia acționează ca stat de frunte în coordonarea Rețelei de Distribuție Nordică pentru transportul materialelor neletale ale ISAF prin aer și pe calea ferată către Afganistan. Face parte din Unitatea Nordică de Susținere a Tranziției (NTSU), care a contribuit la structurile de securitate afgane înaintea retragerii forțelor nordice și baltice ale ISAF în 2014. Din 1996, peste 3600 de militari au participat la operațiuni internaționale, în care au murit 7 soldați. Pe cap de locuitor, Letonia este unul dintre cei mai mari contribuitori la operațiunile militare internaționale.
Experții civili letoni au contribuit la misiunile civile ale UE: misiunea de asistență la frontieră pentru Republica Moldova și Ucraina (2005–2009), misiuni pentru statul de drept în Irak (2006 și 2007) și în Kosovo (din 2008), misiuni de poliție în Afganistan (din 2007) și misiune de monitorizare în Georgia (din 2008).
Din martie 2004, când statele Baltice au aderat la NATO, avioanele de luptă ale statelor membre NATO au fost desfășurate prin rotație pentru misiunea de securitate a spațiului aerian baltic la Aeroportul Šiauliai din Lituania. Letonia participată la mai multe Centre de Excelență ale NATO: Cooperarea Civilă-Militară în Țările de Jos, Apărarea Cibernetică Cooperativă în Estonia și Securitatea Energetică în Lituania. există planuri de a plasa sediul Centrului de Excelență în Comunicații Strategice al NATO la Riga.
Letonia cooperează cu Estonia și Lituania în câteva inițiative trilaterale baltice de cooperare și în domeniul apărării:
- Batalionul Baltic (BALTBAT) – batalion de infanterie pentru participarea la operațiuni internaționale de menținere a păcii, cu sediul lângă Riga, Letonia;
- Escadrila Navală Baltică (BALTRON) – forță navală cu capabilități anti-mine, cu sediul lângă Tallinn, Estonia;
- Rețeaua Baltică de Supraveghere a Aerului (BALTNET) – sistem de informații din supravegherea aerului, cu sediul lângă Kaunas, Lituania;
- Instituții de educație militară comune: Colegiul Baltic de Apărare de la Tartu, Estonia; Centrul Baltic de Pregătire a Scafandrilor din Liepāja, Letonia; și Centrul Baltic de Pregătire pentru Comunicații Navale din Tallinn, Estonia.[126]

Cooperările viitoare includ partajarea infrastructurii naționale pentru instrucție și specializare a zonelor de pregătire (BALTTRAIN) și formarea de contingente colective de dimensiunea unui batalion pentru utilizarea în cadrul forței NATO de reacție rapidă. În ianuarie 2011, statele baltice au fost invitate să adere la NORDEFCO, cadrul de apărare al țărilor Nordice. În noiembrie 2012, cele trei țări au căzut de acord să creeze un stat major comun începând cu 2013.

## Economia

Letonia face parte din piața unică europeană (gri închis), zona Euro (albastru închis) și Spațiul Schengen (neilustrat).

Letonia este membră a Organizației Mondiale a Comerțului (1999) și a Uniunii Europene (2004). La 1 ianuarie 2014, Euro a devenit moneda țării, înlocuind latul. Conform sondajelor de la sfârșitul lui 2013, 45% din populație susținea introducere euro și 52% se opunea. După introducerea monedei unice europene, sondajele eurobarometrului în ianuarie 2014 arătau că susținerea pentru Euro era în jur de 53%, aproape de media europeană.
Începând cu anul 2000, Letonia are una dintre cele mai rapide creșteri ale PIB din Europa. Creșterea condusă în principal de consum a dus însă la prăbușirea PIB-ului Letoniei la sfârșitul lui 2008 și la începutul lui 2009, exacerbată de criza economică globală, penuria de credite și resursele uriașe de bani necesare salvării băncii Parex. Economia letonă s-a contractat cu 18% în primele trei luni din 2009, cea mai mare scădere din Uniunea Europeană.

Creșterea PIB real în Letonia între 1996–2006.

Criza economică din 2009 a demonstrat presupunerile anterioare că ritmul rapid de creștere va duce la o implozie a bulei economice, întrucât era condusă în principal de creșterea consumului casnic intern, finanțată de o creștere importantă a datoriei private, precum și de o balanță comercială externă negativă. Prețurile pe piața imobiliară, în special în Riga, sunt ridicate pentru veniturile localnicilor, cererea fiind alimentată de ruși și chinezi care încearcă să obțină reședință într-o țară a Uniunii Europene.
Privatizarea în Letonia a luat sfârșit. Practic toate companiile mici și medii de stat au fost privatizate, lăsând doar un număr redus de companii de stat mari de importanță strategică. Sectorul privat reprezenta în 2000 aproape 68% din PIB.
Investițiile străine în Letonia sunt încă modeste față de nivelurile din Europa de Nord și Centrală. O lege ce extindea sfera persoanelor ce pot cumpăra pământ, permițând acest lucru și străinilor, a fost adoptată în 1997. Reprezentând 10,2% din totalul investițiilor străine directe în Letonia, companiile americane au investit 127 de milioane de dolari în 1999. În același an, SUA au exportat 58,2 milioane de dolari sub formă de bunuri și servicii în Letonia, și au importat 87,9 milioane de dolari. Dornică să adere la instituțiile economice occidentale ca Organizația Mondială a Comerțului, OCDE, și Uniunea Europeană, Letonia a semnat un Acord European cu UE în 1995—cu o perioadă de tranziție de 4 ani. Letonia și SUA au semnat tratate de investiții, comerț, protejarea proprietății intelectuale și evitarea dublei taxări.

### Contracția economică și revenirea (2008–2012)

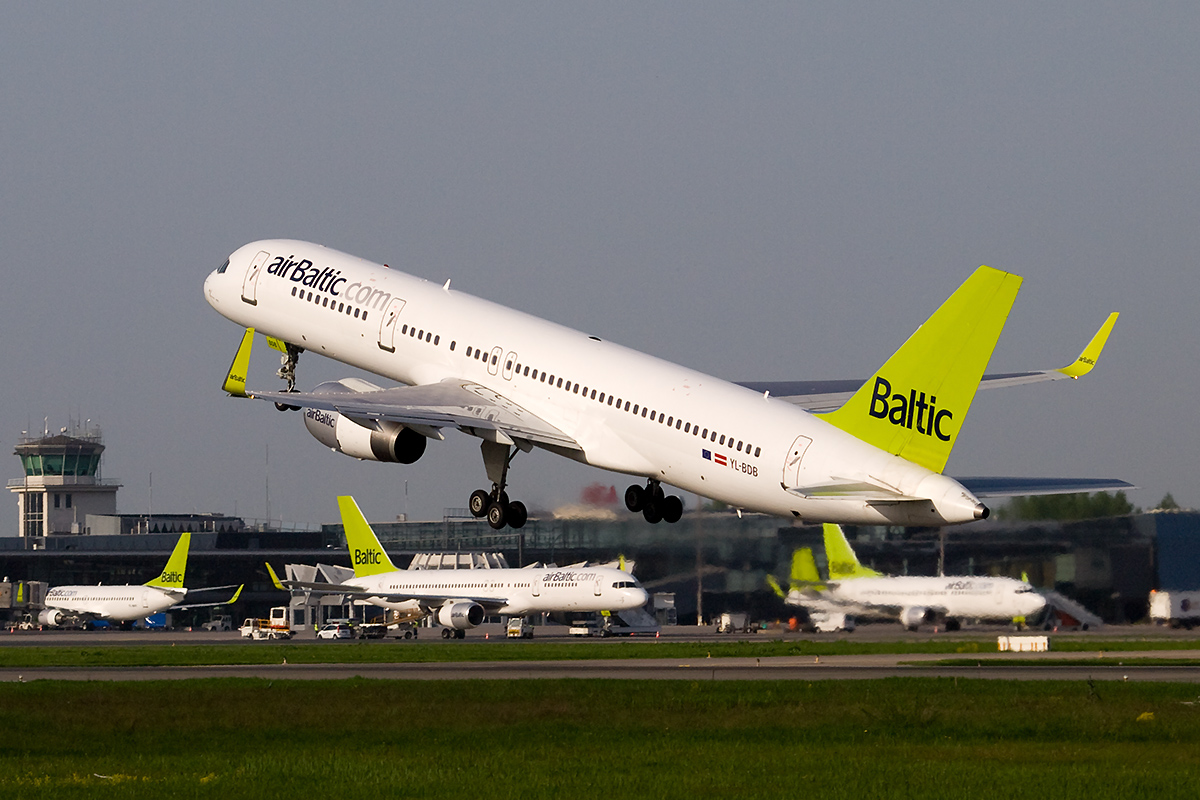
Avion Boeing 757−200WL al airBaltic decolează la Aeroportul Internațional Riga (RIX)

Economia letonă a intrat într-o fază de contracție fiscală în a doua jumătate a lui 2008 după o prelungită perioadă de speculații ale creditelor și de aprecieri nerealiste a valorilor imobiliare. Deficitul național de cont curent pe 2007, de exemplu, a reprezentat peste 22% din PIB, cu o inflație de 10%.
Rata șomajului a crescut abrupt în această perioadă de la un minim de 5,4% în noiembrie 2007 la peste 22%. În aprilie 2010, Letonia avea cea mai mare rată a șomajului din UE, cu 22,5%, mai mult ca Spania, care avea 19,7%.
Paul Krugman, laureatul Premiului Nobel pentru economie în 2008, scria în editorialul sau din New York Times la 15 decembrie 2008:
„Cele mai grave probleme sunt la periferia Europei, unde multe economii mici suferă crize ce amintesc puternic de cele din trecut din America Latină și Asia: Letonia este noua Argentina” 
În 2010 însă, comentatorii observau semne de stabilizare a economiei letone. Agenția de rating Standard & Poor's și-a ridicat perspectiva asupra datoriei Letoniei de la negativă la stabilă. Contul curent al Letoniei, aflat în deficit de 27% la sfârșitul lui 2006 ajunsese în februarie 2010 pe surplus. Kenneth Orchard, analist senior la Moody's Investors Service susținea că:
„Economia regională în curs de întărire susține producția și exporturile Letoniei, în timp ce bascularea abruptă a balanței contului curent sugerează că «devalorizarea internă» a țării funcționează.” 
FMI a încheiat primul post-program de monitorizare cu Republica Letonia în iulie 2012, anunțând că economia Letoniei își revine rapid din 2010, după scăderea profundă din 2008–09. Creșterea PIB real de 5,5% în 2011 a fost susținută de creșterea exporturilor și de o revenire a cererii interne. Ritmul de creștere a continuat și în 2012 și 2013 în ciuda deteriorării condițiilor externe și estimările pentru 2014 erau ale unei creșteri de 4,1%. Rata șomajului a scăzut cu peste 20 de puncte procentuale de la apogeul din 2010, în 2014 situându-se la 9,3%.

### Infrastructura

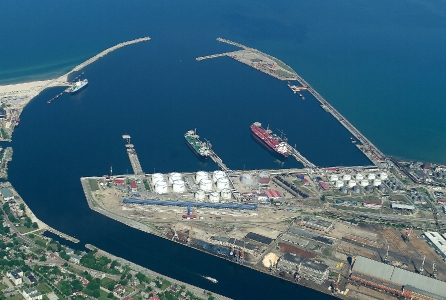
Portul Ventspils este cel mai activ port din țările Baltice.

Transporturile reprezintă circa 14% din PIB. Tranzitul între Rusia, Belarus, Kazahstan și alte țări asiatice pe de o parte și Occident pe de altă parte este mare.
Cele mai mari trei porturi ale Letoniei se află la Riga, Ventspils și Liepāja. Majoritatea traficului le utilizează pe acestea pentru tranzitul țițeiului și produselor petroliere. Portul Liber Ventspils este cel mai activ port din țările Baltice. În afara legăturilor feroviare și rutiere, Ventspils este legat de terenurile petrolifere și de rutele de transport ale Federației Ruse și prin două conducte ce vin de la Polock, Belarus.
Aeroportul Internațional Riga este cel mai utilizat aeroport din țările Baltice cu 4,7 milioane de pasageri în 2012. El are legături directe cu peste 80 de destinații din 30 de țări. Compania națională aeriană letonă este airBaltic, care activează și pe piața low-cost.
Letonia are trei mari hidrocentrale la Pļaviņu HES (825MW), Rīgas HES (402 MW) și Ķeguma HES-2 (192 MW). Mai recent, circa douăzeci de centrale eoliene și de biogaz și biomasă au fost construite în Letonia.
Letonia operează sistemul de stocare subterană de gaze de la Inčukalns, unul dintre cele mai mari din Europa și singurul din țările Baltice. Condițiile geologice unice de acolo și din alte locații din Letonia sunt deosebit de favorabile acestor sisteme.

## Demografie

Populația Letoniei (în milioane de locuitori) între 1920 și 2014.

Rata totală a fertilității în 2013 era estimată la 1,52 copii născuți/femeie, mai mică decât rata de înlocuire de 2,1. În 2012, 45% din nașteri au fost la femei necăsătorite. Speranța de viață în 2013 era estimată la 73,19 ani (68,13 ani bărbații, 78,53 de ani femeile).

### Structură etnică
Populația Letoniei este de secole una multietnică, deși structura s-a schimbat dramatic în secolul al XX-lea din cauza Războaielor Mondiale, a emigrării și deportării germanilor baltici, a Holocaustului, și a ocupației sovietice. Conform recensământului din Imperiul Rus din anul 1897, letonii formau 68,3% din populația de 1,93 milioane; rușii reprezentau 12%, evreii 7,4%, germanii 6,2%, și polonezii 3,4%.
În martie 2011, letonii și livonii (circa 400 de persoane), popoarele autohtone din Letonia, formau circa 62,1% din populație, 26,9% fiind ruși, belaruși 3,3%, ucraineni 2,2%, polonezi 2,2%, lituanieni 1,2%, evrei 0,3%, romi 0,3%, germani 0,1%, estoni 0,1% și alte naționalități 1,3%. Existau 290.660 de rezidenți fără cetățenie în Letonia, însemnând 14,1% din totalul rezidenților, în principal etnici ruși care au sosit după ocupația din 1940 și urmașii lor exclusivi.
În unele orașe, cum ar fi Daugavpils și Rēzekne, etnicii letoni sunt minoritari. În ciuda faptului că ponderea etnicilor letoni crește constant de peste un deceniu, etnicii letoni reprezintă mai puțin de jumătate din populația capitalei Letoniei – Rīga.
Ponderea etnicilor letoni scăzuse de la 77% (1.467.035) în 1935 la 52% (1.387.757) în 1989. În 2011 erau mai puțini letoni decât în 1989, dar ponderea lor în populație era mai mare – 1.284.194 (62,1%).
| Etnie      | 1897      | 1897      | 1925      | 1925      | 1935      | 1935      | 1959      | 1959      | 1970      | 1970      | 1979       | 1979      | 1989      | 1989      | 2000      | 2000      | 2011      | 2011      | 2018      | 2018      |
| Etnie      | Populație | %         | Populație | %         | Populație | %         | Populație | %         | Populație | %         | Population | %         | Populație | %         | Populație | %         | Populație | %         | Populație | %         |
| ---------- | --------- | --------- | --------- | --------- | --------- | --------- | --------- | --------- | --------- | --------- | ---------- | --------- | --------- | --------- | --------- | --------- | --------- | --------- | --------- | --------- |
| Letoni     | 1 318 112 | 68,3      | 1 354 126 | 73,4      | 1 467 035 | 76,9      | 1 297 881 | 62,0      | 1 341 805 | 56,8      | 1 344 105  | 53,7      | 1 387 757 | 52,0      | 1 370 703 | 57,7      | 1 284 194 | 62,1      | 1 202 781 | 62,2      |
| Ruși       | 232 204   | 12,0      | 193 648   | 10,5      | 168 300   | 8,8       | 556 448   | 26,6      | 704 599   | 29,8      | 821 464    | 32,8      | 905 515   | 34,0      | 703 243   | 29,6      | 556 422   | 26,9      | 487 528   | 25,2      |
| Belaruși   | —         | —         | 38 010    | 2,1       | 26 800    | 1,4       | 61 587    | 2,9       | 94 898    | 4,0       | 111 505    | 4,5       | 119 702   | 4,5       | 97 150    | 4,1       | 68 174    | 3,3       | 62 713    | 3,2       |
| Ucraineni  | —         | —         | 512       | 0,0       | 1800      | 0,1       | 29 440    | 1,4       | 53 461    | 2,3       | 66 703     | 2,7       | 92 101    | 3,5       | 63 644    | 2,7       | 45 699    | 2,2       | 43 128    | 2,2       |
| Polonezi   | 65 056    | 3,4       | 51 143    | 2,8       | 48 600    | 2,6       | 59 774    | 2,9       | 63 045    | 2,7       | 62 690     | 2,5       | 60 416    | 2,3       | 59 505    | 2,5       | 44 783    | 2,2       | 39 687    | 2,1       |
| Lituanieni | —         | —         | 23 192    | 1,3       | 22 800    | 1,2       | 32 383    | 1,6       | 40 589    | 1,7       | 37 818     | 1,5       | 34 630    | 1,3       | 33 430    | 1,4       | 24 426    | 1,2       | 22 831    | 1,2       |
| Evrei      | 142 315   | 7,4       | 95 675    | 5,2       | 93 400    | 4,9       | 36 592    | 1,8       | 36 680    | 1,6       | 28 331     | 1,1       | 22 897    | 0,9       | 10 385    | 0,4       | 6416      | 0,3       | 4 721     | 0,2       |
| Romi       | —         | —         | 2870      | 0,2       | 3800      | 0,2       | 4301      | 0,2       | 5427      | 0,2       | 6134       | 0,3       | 7044      | 0,3       | 8205      | 0,3       | 6452      | 0,3       | 5 082     | 0,3       |
| Germani    | 120 191   | 6,2       | 70 964    | 3,8       | 62 100    | 3,3       | 1609      | 0,1       | 5413      | 0,2       | 3299       | 0,1       | 3783      | 0,1       | 3465      | 0,1       | 3023      | 0,1       | 2 554     | 0,1       |
| Estoni     | —         | —         | 7893      | 0,4       | 6900      | 0,4       | 4610      | 0,2       | 4334      | 0,2       | 3681       | 0,2       | 3312      | 0,1       | 2652      | 0,1       | 2000      | 0,1       | 1 676     | 0,1       |
| Livoni⁠(d)  | —         | —         | 1268      | 0,1       | 944       | 0,0       | 185       | 0,0       | 48        | 0,0       | 107        | 0,0       | 135       | 0,0       | 180       | 0,0       | 180       | 0,0       | n/a       | n/a       |
| Alte etnii | 51 509    | 2,7       | 5504      | 0,3       | 3256      | 0,2       | 8648      | 0,4       | 13 828    | 0,6       | 16 979     | 0,7       | 29 275    | 1,1       | 24 824    | 1,1       | 26 118    | 1,3       | 66 677    | 3,2       |
| Total      | 1 929 387 | 1 929 387 | 1 844 805 | 1 844 805 | 1 905 936 | 1 905 936 | 2 093 458 | 2 093 458 | 2 364 127 | 2 364 127 | 2 502 816  | 2 502 816 | 2 666 567 | 2 666 567 | 2 377 383 | 2 377 383 | 2 067 887 | 2 067 887 | 1 934 379 | 1 934 379 |

### Limba
Singura limbă oficială în Letonia este letona, care aparține grupului limbilor baltice al familiei limbilor indo-europene. O altă limbă autohtonă din Letonia este limba livonă, astăzi aproape dispărută, aparținând ramurii limbilor finice a familiei limbilor uralice, limbă ce se bucură de protecție legală; latgala – clasificată fie dialect al letonei, fie limbă separată și înrudită – este și ea oficial protejată de lege, dar considerată doar o variațiune istorică a limbii letone. Rusa, vorbită pe scară largă în perioada sovietică, este încă de departe cea mai des folosită limbă minoritară (circa 34% din populație o vorbește acasă, inclusiv persoane care nu sunt etnici ruși). Deși astăzi studiul limbii letone este obligatoriu pentru toți elevii, majoritatea școlilor includ în curricula limba engleză și fie limba germană, fie cea rusă. Engleza este acceptată pe scară largă în Letonia, mai ales în afaceri și turism. În 2014 sunt 109 școli pentru minorități, cu predare în limba rusă la 40% din materii (restul de 60% se predau în letonă).
La 18 februarie 2012, Letonia a ținut un referendum constituțional pe tema adoptării limbii ruse ca a doua limbă oficială. Conform Comisiei Electorale Centrale, 74,8% din alegători au votat împotrivă, 24,9% au votat pentru, iar prezența la urne a fost de 71,1%.
Începând cu anul 2019, educația în limba rusă⁠(d) va înceta treptat în colegiile și universitățile private⁠(d) din Letonia, la fel ca și educația generală în liceele⁠(d) publice letone, cu excepția materiilor legate de cultura și istoria minorității ruse, cum ar fi orele de limba și literatura rusă.

### Religie

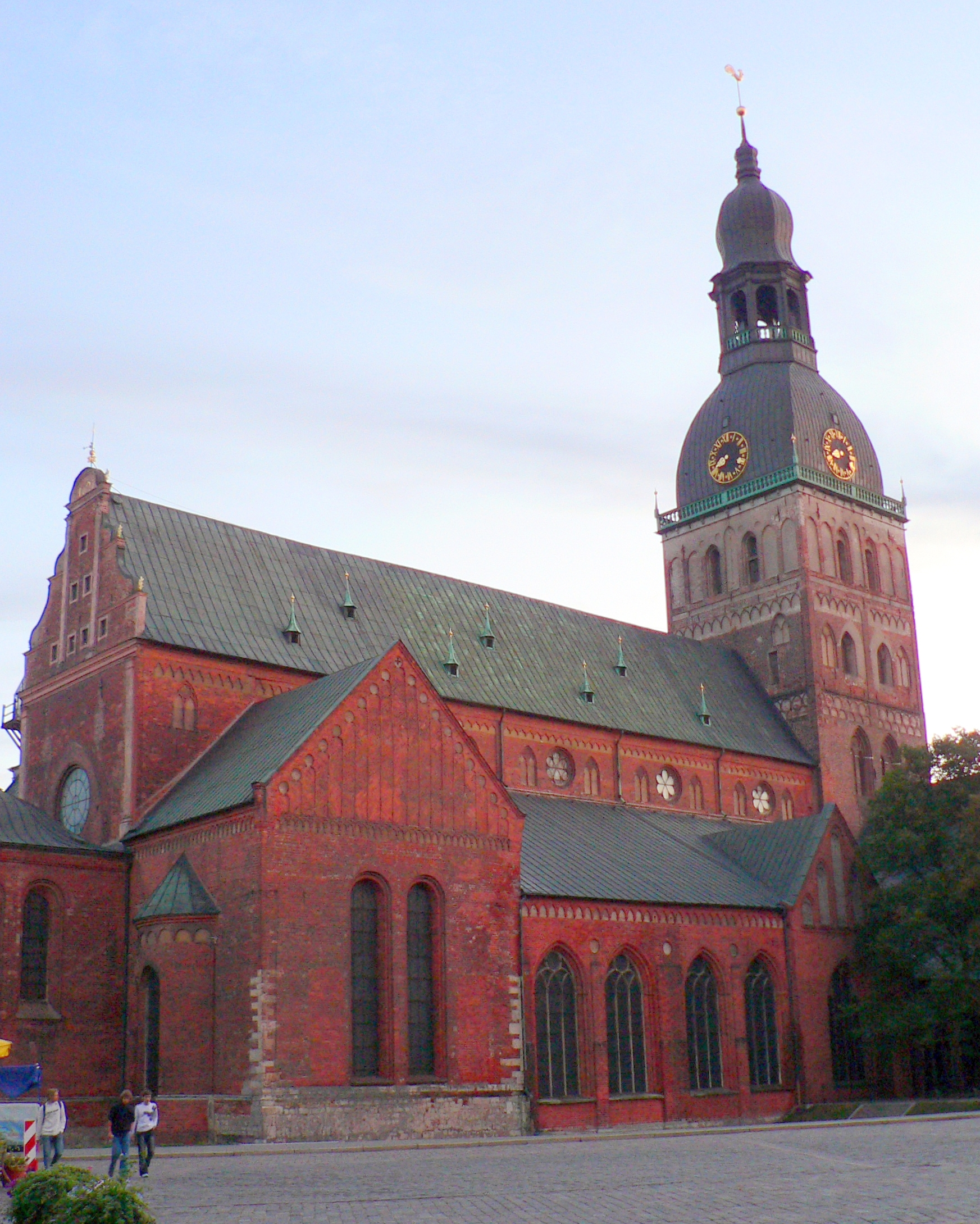
Catedrala din Riga.

Cea mai mare religie în Letonia este creștinismul (79%), deși doar circa 7% din populație merge regulat la slujbele religioase. Cele mai mari culte creștine erau în 2011:
- Biserica Evanghelică Luterană a Letoniei – 708.773[161]
- Biserica Romano-Catolică – 500.000[161]
- Biserica Ortodoxă Rusă – 370.000[161]

În sondajul Eurobarometru pe 2010, 38% din cetățenii letoni au răspuns că „cred că există un dumnezeu”, iar 48% că „cred că există un fel de spirit sau forță vitală”, iar 11% au afirmat că „nu cred ca există niciun fel de spirit, dumnezeu sau forță vitală”.
Luteranismul a fost mai important înaintea ocupației sovietice, pe când era religie majoritară din cauza legăturilor puternice cu țările Nordice și cu Germania de Nord. De atunci, luteranismul a scăzut mai mult decât romano-catolicismul în toate cele trei țări Baltice. Biserica Evanghelică Luterană, cu circa 600.000 de membri în 1956, a fost cel mai grav afectată. Un document intern din 18 martie 1987, aproape de sfârșitul epocii comuniste, vorbea despre scăderea participării active la doar 25.000 de persoane în Letonia, dar de atunci cultul a trecut printr-o perioadă de revitalizare. Creștinii ortodocși din țară sunt deserviți de Mitropolia Rigăi și a Toată Letonia, mitropolie semiautonomă în cadrul Bisericii Ortodoxe Ruse. În 2011, în țară erau înregistrați 416 evrei și 319 musulmani.
Există și peste 600 de neopăgâni letoni, Dievturi (Păstrătorii Zeilor), a căror religie se bazează pe mitologia letonă. Circa 21% din totalul populației este neafiliată unei anume religii.

### Educația

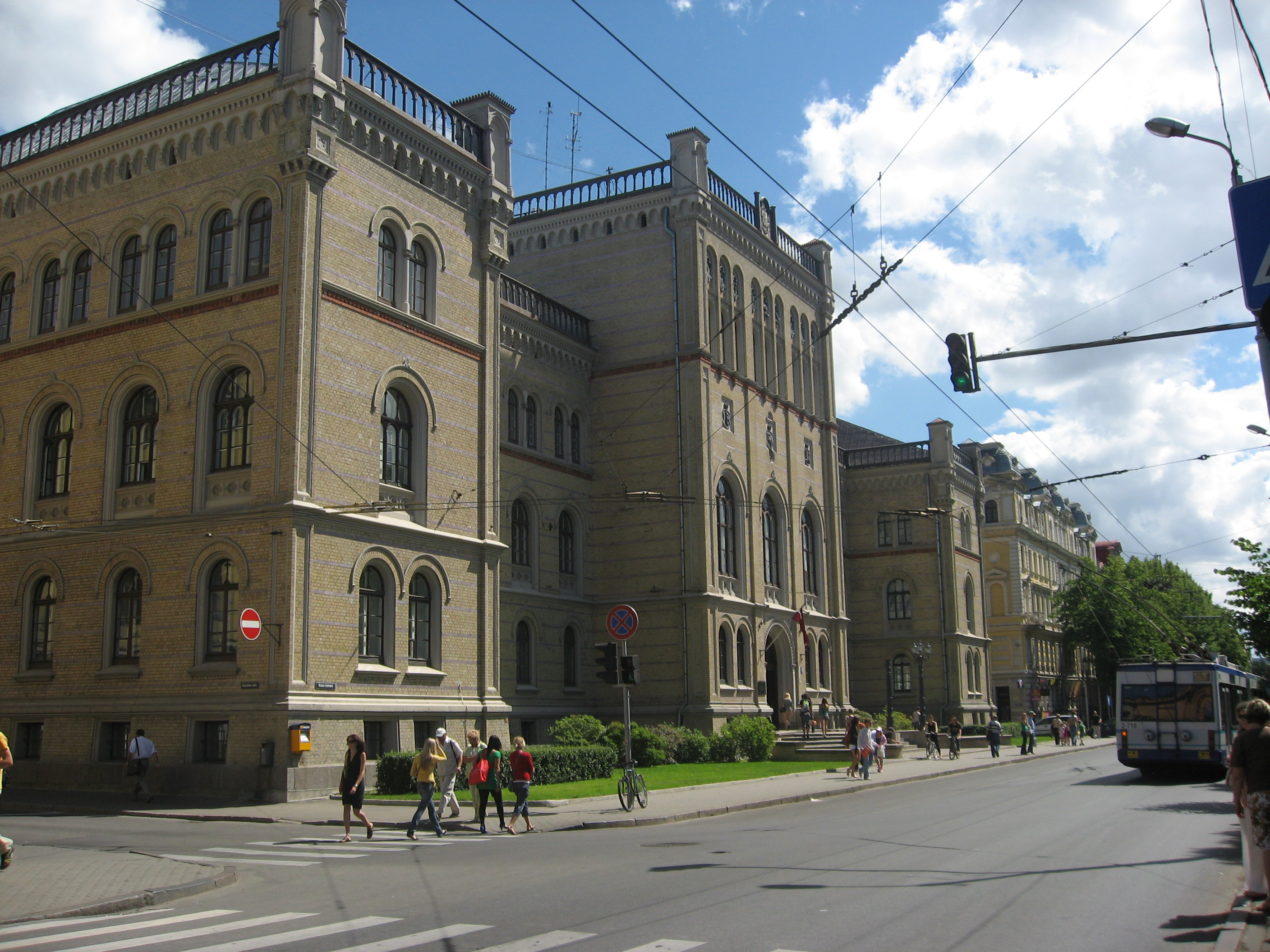
Universitatea Letoniei

Universitatea Tehnică din Riga și Universitatea Letoniei sunt cele două universități majore din țară, ambele urmașe ale Institutului Politehnic Riga, cu sediul în Capitală. Alte două universități importante, înființate pe baza Universității de Stat a Letoniei, sunt Universitatea Agricolă din Letonia (înființată în 1939 pe baza Facultății de Agricultură) și Universitatae Stradiņš din Riga (înființată în 1950 pe baza Facultății de Medicină) – ambele acoperind astăzi o varietate de specialități diferite. Universitatea Daugavpils este un alt centru important de educație superioară, cel mai mare din provincie. Letonia a închis 131 de școli între 2006 și 2010, ceea ce a însemnat o scădere de 12,9% a numărului total, în aceeași perioadă numărul înmatriculărilor la instituțiile de educație scăzând cu circa 54.000 de persoane, o scădere cu 10,3%.

### Sănătate
Sistemul sanitar leton este unul universal, finanțat în principal prin impozite. Se numără printre cele mai slabe sisteme sanitare din Europa, din cauza timpilor excesiv de mari de așteptare pentru tratament, a insuficientului acces la medicamentele cele mai recente, și din cauza altor factori. În Letonia existau 59 de spitale în 2009, față de 94 în 2007, și 121 în 2006.
Corupția este larg răspândită în sistemul sanitar leton, deși situația s-a ameliorat de la începutul anilor 1990. Mediul favorabil corupției a fost întreținut de salariile mici și de reformele sistemice slab implementate. Acestea cauzează și un exod al medicilor, în special către Europa Occidentală.
În 2009, existau circa 8600 de locuitori ai Letoniei ce trăiau cu HIV/SIDA, reprezentând o rată de prevalență a HIV la adulți de 0,7%. În 2008 erau consemnate 32.376 de cazuri (1,44%) de alcoolism clinic și de cazuri de dependență de alte substanțe în Letonia. Numărul anual al nașterilor la mia de femei adolescente între 15 și 19 ani a scăzut de la 49,9 în 1990 la 17,9 în 2007. În 2005, Letonia a avut o rată a sinuciderilor de 24,5 la suta de mii de locuitori (în scădere de la 40,7 în 1995), fiind pe locul 7 în lume.

## Cultura
Folclorul tradițional leton, în special dansurile pe cântece populare, datează de peste o mie de ani. Au fost identificate peste 1,2 milioane de texte și 30.000 de melodii de cântece populare.
Între secolele al XIII-lea și al XIX-lea, germanii baltici, dintre care mulți nu erau la început de origine germană, ci au fost asimilați în cultura germană, formau clasa superioară. Ei au dezvoltat trăsături culturale distincte, caracterizate prin influențe letone și germane, care au supraviețuit în familiile germane baltice până astăzi, în ciuda împrăștierii lor în Germania, SUA, Canada și alte țări la începutul secolului al XX-lea. Majoritatea letonilor autohtoni nu au participat însă la această viață culturală. Astfel s-au conservat tradițiile țărănești locale, predominant pagâne, și parțial fuzionate cu unele tradiții creștine. De exemplu, una dintre cele mai populare sărbători este Jāņi, o celebrare păgână a solstițiului de vară—pe care letonii îl sărbătoresc împreună cu nașterea Sfântului Ioan Botezătorul.
În secolul al XIX-lea, au apărut mișcări naționaliste letone. Ele promovau cultura letonă și îi încurajau pe letoni să ia parte la activități culturale. Secolul al XIX-lea și începutul secolului al XX-lea sunt adesea considerate o epocă clasică a culturii letone. Afișele dovedesc influența altor culturi europene, de exemplu, operele artistului german baltic Bernhard Borchert și a francezului Raoul Dufy. La izbucnirea celui de al Doilea Război Mondial, mulți artiști letoni și alți membri ai elitei culturale au fugit din țară, dar au continuat să producă opere în special pentru publicul leton din diaspora.
Festivalul Cântecului și Dansului Leton este un eveniment important în viața culturală și socială letonă. El se ține din 1873, în mod normal la fiecare cinci ani. Circa 30.000 de artiști participă în total la eveniment. Deși se cântă de regulă cântece populare sau coruri clasice, cu accent pe cântatul a cappella, cântecele populare moderne au fost incluse și ele mai recent în repertoriu.
După includerea în Uniunea Sovietică, artiștii letoni au fost obligați să urmeze stilul realismului socialist. În epoca sovietică, muzica a devenit din ce în ce mai populară, în special cântecele din anii 1980. La acea dată, cântecele ironizau adesea caracteristici ale vieții sovietice și încercau să păstreze identitatea letonă. Ele au contribuit la coagularea protestelor împotriva URSS și au făcut ca popularitatea poeziei să crească. După independență, teatrul, scenografia, muzica corală și cea clasică au devenit cele mai importante ramuri ale culturii letone.
În iulie 2014, Riga a găzduit a opta ediție a Jocurilor Corale Mondiale, găzduind peste 27.000 de coriști din peste 450 de coruri reprezentând peste 70 de țări. Festivalul este cel mai mare de felul său din lume și se ține la fiecare doi ani, de fiecare dată într-un alt oraș.

### Bucătăria
Bucătăria letonă constă de obicei din produse agricole, carnea fiind prezentă în majoritatea felurilor de mâncare. Se consumă des și pește, datorită proximității Mării Baltice. Bucătăria letonă a fost influențată de țările vecine. Ingrediente frecvente în rețetele letone sunt cele găsite local, cum ar fi cartofii, grâul, orzul, varza, ceapa, ouăle și carnea de porc. Mâncarea letonă este în general grasă și folosește puține condimente.
Mazărea neagră și șunca sunt în general considerate mâncăruri emblematice pentru letoni. Supa de măcriș este o altă mâncare specific letonă. Rupjmaize este pâinea de secară tradițională letonă.

### Sport

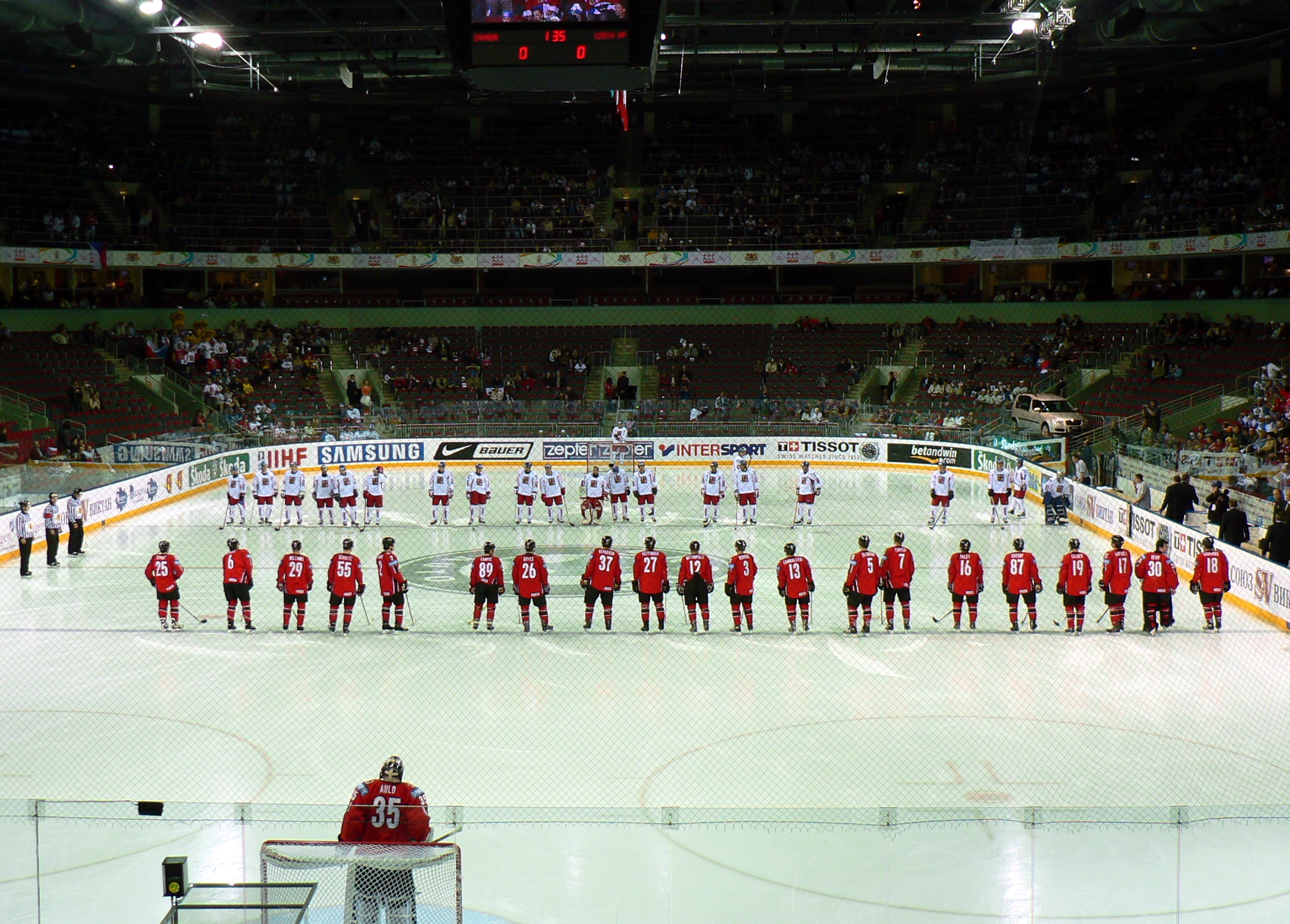
Arena Riga în timpul Campionatului Mondial IIHF din 2006

Hocheiul pe gheață este cel mai popular sport în Letonia. Letonia a avut numeroși hocheiști celebri, ca Helmut Balderis, Artūrs Irbe, Kārlis Skrastiņš și Sandis Ozoliņš și mai recent Zemgus Girgensons, pe care letonii l-au susținut cu ardoare în întâlnirile internaționale și din NHL, votând masiv pentru el în statisticile online ale NHL. Dinamo Riga este cel mai puternic club de hochei din țară și joacă în Kontinental Hockey League. Campionatul național se ține din 1931, iar Riga a găzduit Campionatul Mondial IIHF din 2006.
Al doilea sport ca popularitate este baschetul. Cel mai cunoscut baschetbalist leton este Kristaps Porziņģis, care joacă în NBA la echipa New York Knicks. Letonia are o veche tradiție a practicării baschetului, echipa națională de baschet câștigând primul EuroBasket organizat vreodată, în 1935, dar și obținând medalia de argint în 1939, după o înfrângere la un punct diferență în finala împotriva Lituaniei. Letonia a dat baschetului european vedete ca Jānis Krūmiņš, Maigonis Valdmanis, Valdis Muižnieks, Valdis Valters, Igors Miglinieks, și pe primul leton care a jucat în NBA, Gundars Vētra. Fostul club de baschet leton ASK Riga a câștigat prestigiosul turneu Euroleague de trei ori consecutiv înainte de a dispărea. Actualmente, VEF Rīga concurează în EuroCup și este cel mai puternic club de baschet profesionist din Letonia. BK Ventspils, care participă în EuroChallenge, este al doilea, având la activ opt titluri LBL și titlul BBL în 2013. Letonia a fost una din țările gazdă ale EuroBasket 2015.
Alte sporturi populare sunt voleiul, floorball (hochei pe parchet), fotbal, tenis, ciclism și bob. Echipa națională de fotbal a Letoniei s-a calificat o singură dată în istorie la un turneu final la Campionatul European din 2004.
Letonia a participat cu succes atât la Jocurile Olimpice de Iarnă cât și la cele de Vară. Cel mai titrat sportiv olimpic din istoria Letoniei independente a fost Māris Štrombergs, de două ori campion olimpic la proba ciclistă masculină de BMX în 2008 și în 2012.

## Clasamente internaționale
Letonia este înregistrată în următoarele clasamente internaționale:
| Clasament                                                        | Locul ocupat | Număr de țări |
| ---------------------------------------------------------------- | ------------ | ------------- |
| Indicele Dezvoltării Umane 2014                                  | 48           | 187           |
| Indicele Libertății Presei 2015 după Reporteri fără Frontiere    | 28           | 180           |
| Raportul Global asupra Diferenței între Sexe 2014                | 15           | 142           |
| Indicele Progresului Social 2014                                 | 31           | 132           |
| Indicele de Dezvoltare Durabilă a Societății 2012                | 4            | 151           |
| Transparency International: Indicele Percepției a Corupției 2014 | 43           | 175           |
| Indicele Ușurinței de a Face Afaceri 2015                        | 23           | 189           |
| Indicele Global al Inovației (INSEAD) 2014                       | 33           | 143           |
| Indicele EF al Competențelor de Limbă Engleză 2014               | 14           | 63            |
| Networked Readiness Index 2014                                   | 39           | 148           |
| Indicele Performanței Ecologice Pilot Trend 2012                 | 1            | 132           |
| Indicele Performanței Ecologice 2014                             | 40           | 178           |

Conform speedtest.net, Letonia are una dintre cele mai rapide rate de download și upload pe Internet din lume, rata medie de download fiind de 46.5 Mbit/s și cea de upload de 43.7 Mbit/s.